# Museum Kampa

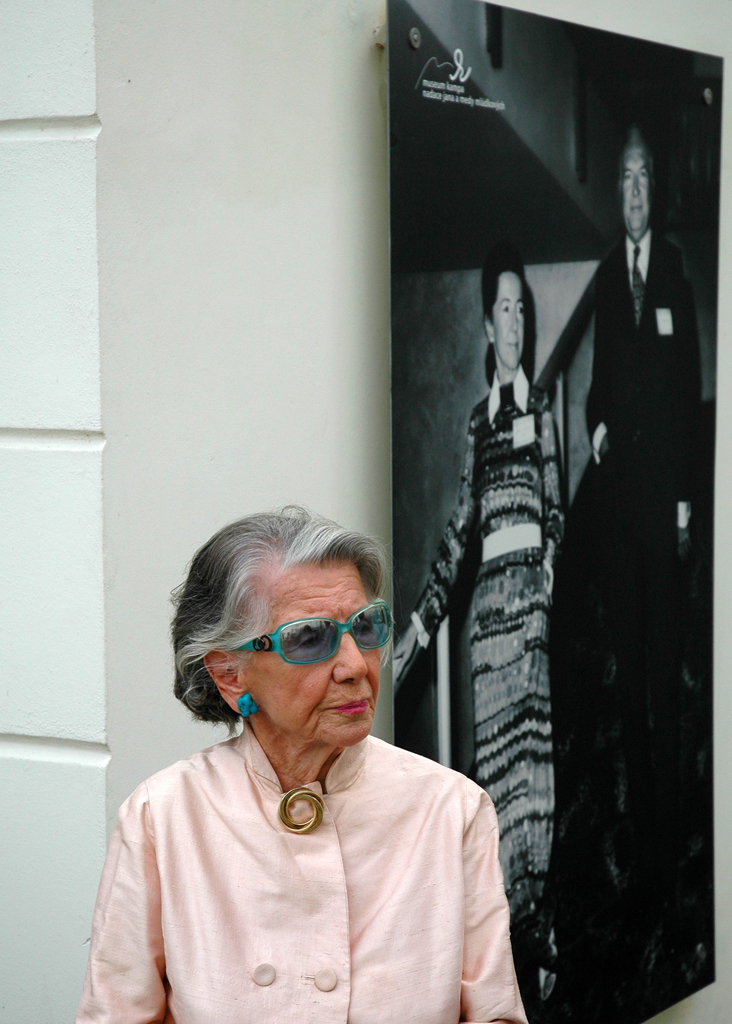
Meda Mládková, zakladatelka muzea (rok 2012)

Museum Kampa je soukromá galerie založená v Praze 26. února 1999 Medou Mládkovou jako sídlo sbírky  Nadace Jana a Medy Mládkových. Museum sídlí v rekonstruovaných Sovových mlýnech v centru ostrova Kampa. Od roku 2022 je stálá expozice sbírek Musea Kampa také na zámku v Moravském Krumlově, kde je do roku 2026 vystavena Slovanská epopej Alfonse Muchy. Součástí musea je také multikulturní centrum zřízené ve Werichově vile. Má zde kancelář Nadace Věry a Vladimíra Janouškových, která spravuje Sochařský ateliér Vladimíra a Věry Janouškových v pražských Košířích a depozitář ve Vidonicích a je s museem úzce personálně propojená. Roku 2015 britský The Guardian zařadil Museum Kampa k pětici nejzajímavějších privátních muzeí v Evropě.

## Historie sbírky
Meda Mládková začala budovat sbírku českého umění už během pobytu ve Spojených státech. Díky osobnímu přátelství s Františkem Kupkou se jí podařilo shromáždit rozsáhlou sbírku jeho děl. Podařilo se jí odkoupit i velký soubor soch Otto Gutfreunda, které vyvezl do USA socialistický podnik Art Centrum, když původní smluvní obchodník v New Yorku nebyl schopen sochy prodat a zaplatit. V době normalizace Meda Mládková podpořila svými nákupy řadu českých umělců, kteří v té době nesměli vystavovat. 
Jádro sbírky tvoří soubor 1086 výtvarných děl českých a evropských výtvarníků, které v průběhu let koupila Meda Mládková. Roku 2002 byla jako nadační dar získána soukromá sbírka výtvarných děl Jiřího a Běly Kolářových. Sbírka současného českého umění „K poctě Jindřicha Chalupeckého“ byla původně vytvořena z darů umělců pro zakoupení hemodialyzačního přístroje pro Jindřicha Chalupeckého. Díky velkorysosti výrobce a Nadace Charty 77, která přístroj zaplatila, byla díla nakonec převedena do majetku Nadace Musea Kampa. Roku 2007 odkoupila Meda Mládková sbírku českého umění, kterou shromáždila Grit Wendelberger.
Nadace Jana a Medy Mládkových vznikla se záměrem podporovat rozvoj výtvarného umění v České republice, seznamovat veřejnost s moderním výtvarným uměním a přispívat k znovuvytvoření a posílení povědomí o kulturní tradici v uvedené oblasti umění. Konkrétním účelem vzniku nadace bylo provozování sbírky moderního umění 20. století a její zpřístupnění veřejnosti. Sbírku, kterou vytvořili Jan a Meda Mládkovi a jako nadační dar vložila do majetku Nadace Meda Mládková, získalo hlavní město Praha jako protihodnotu za rekonstrukci a bezplatný pronájem Sovových mlýnů po dobu 99 let.

## Historie budov Musea Kampa
Mlýny na této adrese existovaly patrně už v raném středověku jako majetek kláštera benediktinek na Pražském hradě a jsou doloženy od roku 1393. Dřevěný mlýn vypálili husité a z majetku Starého města pražského přešel pozemek roku 1478 do vlastnictví Václava Sovy z Liboslavě, který zde vybudoval hamr s brusírnou a mlýn. Ten byl roku 1501 poničen povodní a 1560 vyhořel. Od roku 1574 přešel mlýn zpět do vlastnictví staroměstské obce, která zde roku 1589 postavila kamennou renesanční budovu, ze které se zachovala část věže. Roku 1641 mlýn opět vyhořel a v době baroka byl znovu přestavěn. 
Zásadní změnou byla klasicistní přestavba v 19. století, kdy mlýn vlastnil František Odkolek. Tehdy vzniklo i severní křídlo a luxusní obytná část mlýna. Z doby po roce 1867 pochází novogotická podoba fasády podle návrhu arch. Josefa Schulze. František Odkolek vystavěl přízemní budovu strojovny s komínem a prostor dvora uzavřel stavbou koňských stájí. Ve dvoře vznikla polygonální věžička, pravděpodobně nad studnou, později využívaná jako holubník. Roku 1896 mlýn vyhořel a vrátil se do vlastnictví obce. V dalších letech zde byly truhlářské dílny a v obytném křídle krátce bydlela rodina Pinkasů Na severní straně přiléhala k mlýnům zahrada s bazénkem a fontánou.
V poválečné éře v budově sídlila Československá akademie věd, knihovna Zdeňka Nejedlého a kabinet teatrologie. Poté byl objekt v majetku hlavního města Prahy několik let prázdný a v době, kdy ho objevila Meda Mládková, už natolik zchátral, že hrozilo jeho zřícení. Roku 1999 byla uzavřena nájemní smlouva a započala rekonstrukce, kterou realizoval ateliér Studio 8000. Byla zachována novogotická podoba fasády a v architektonické soutěži uspěly nové prvky podle návrhů Václava Ciglera, Mariana Karla  a Dany Zámečníkové (skleněná krychle na věži schodiště, skleněné lávky, vodní prvek na nádvoří). V malém domku na jižní straně nádvoří, kde je pokladna a obchod, měla byt Meda Mládková. Krátce po dokončení stavebních úprav poničila Museum Kampa povodeň v roce 2002, která budovu zaplavila. V dalších letech byly adaptovány pro výstavní účely bývalé konírny.
Slavnostní otevření Musea Kampa se konalo 8. září 2003.
Dne 15. července 2020 vypukl v muzeu požár. Pro nedodržení bezpečnostních předpisů při svařování shořelo obložení v technickém zázemí muzea, kde jsou umístěny klimatizační jednotky. Požár se podařilo uhasit během dvou hodin, ale kouř pronikl do vyšších pater budovy a depozitáře.
V budově musea a na náplavce nad Vltavou působí kavárna Café restaurant Musea Kampa a v nádvoří je letní divadelní scéna.

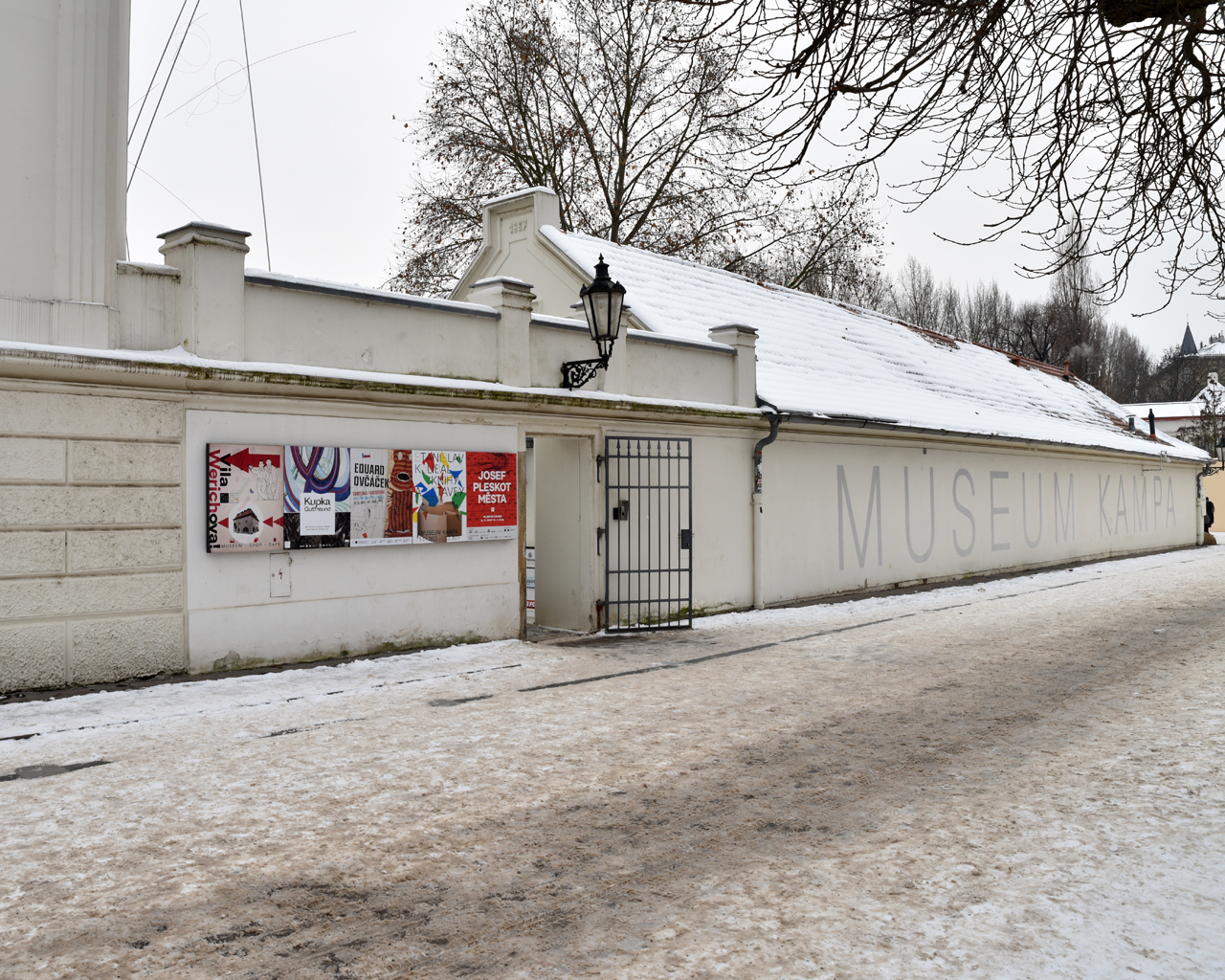
Museum Kampa, vchod na nádvoří
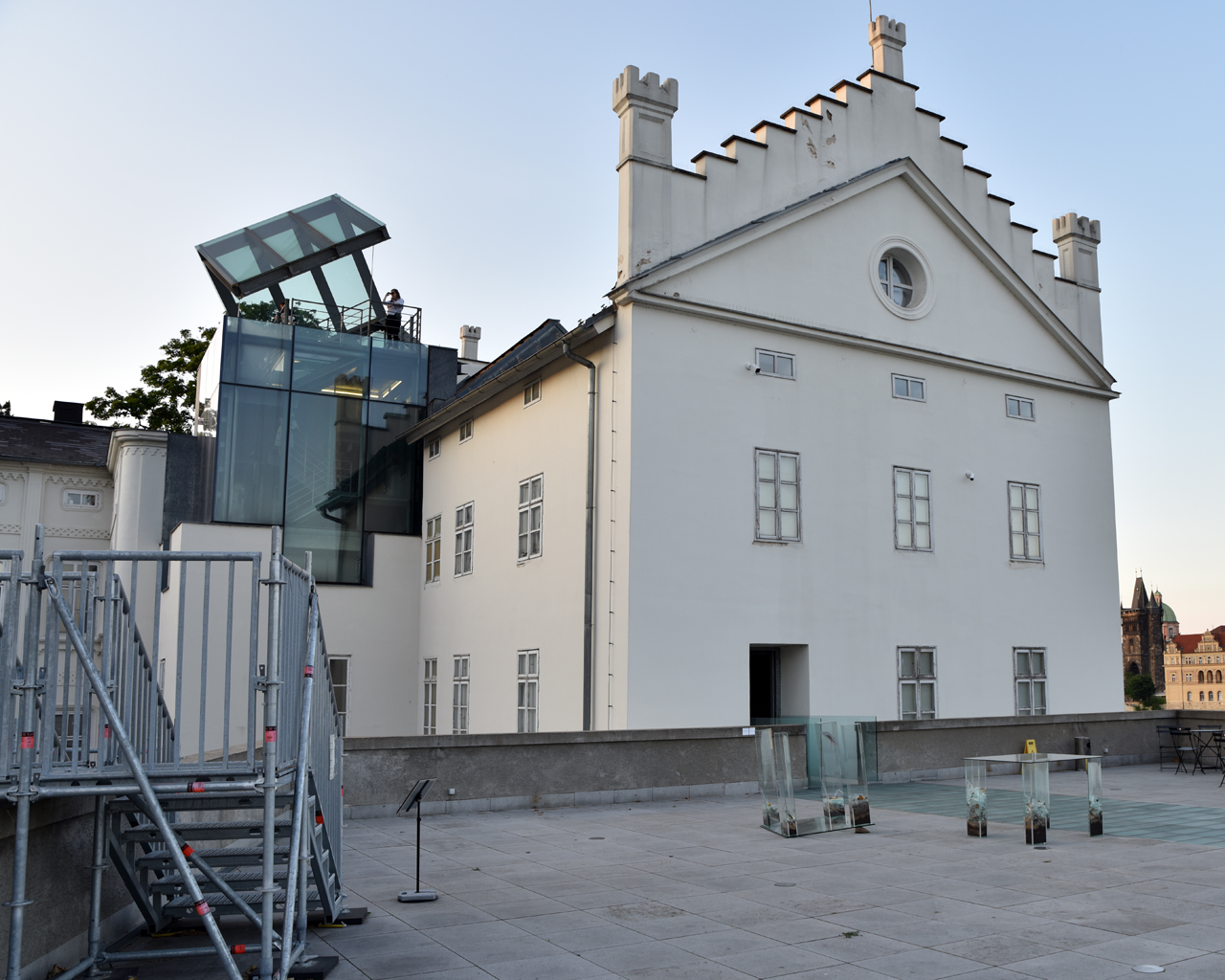
Hlavní budova Musea Kampa z terasy
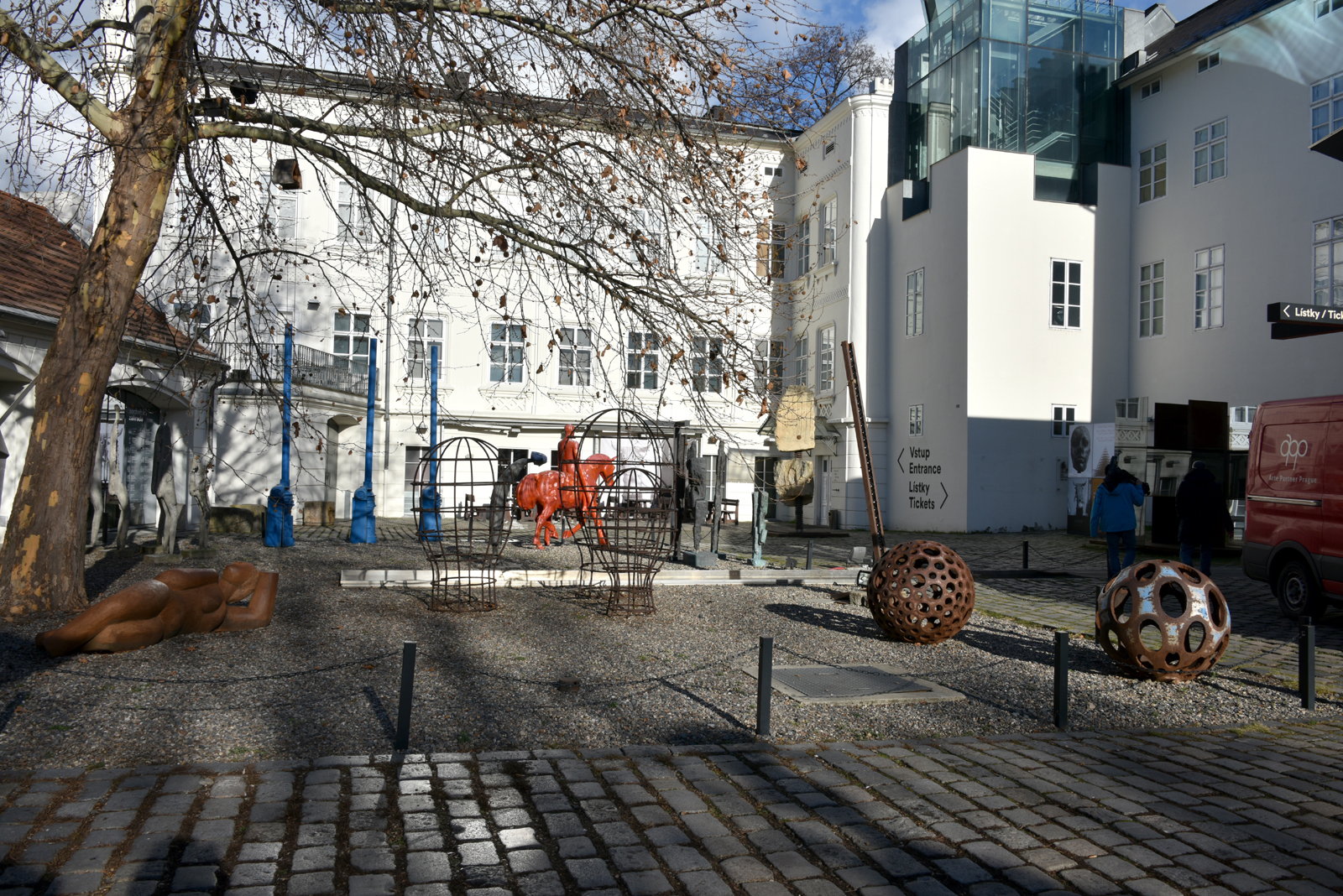
Nádvoří v roce 2019, Museum Kampa
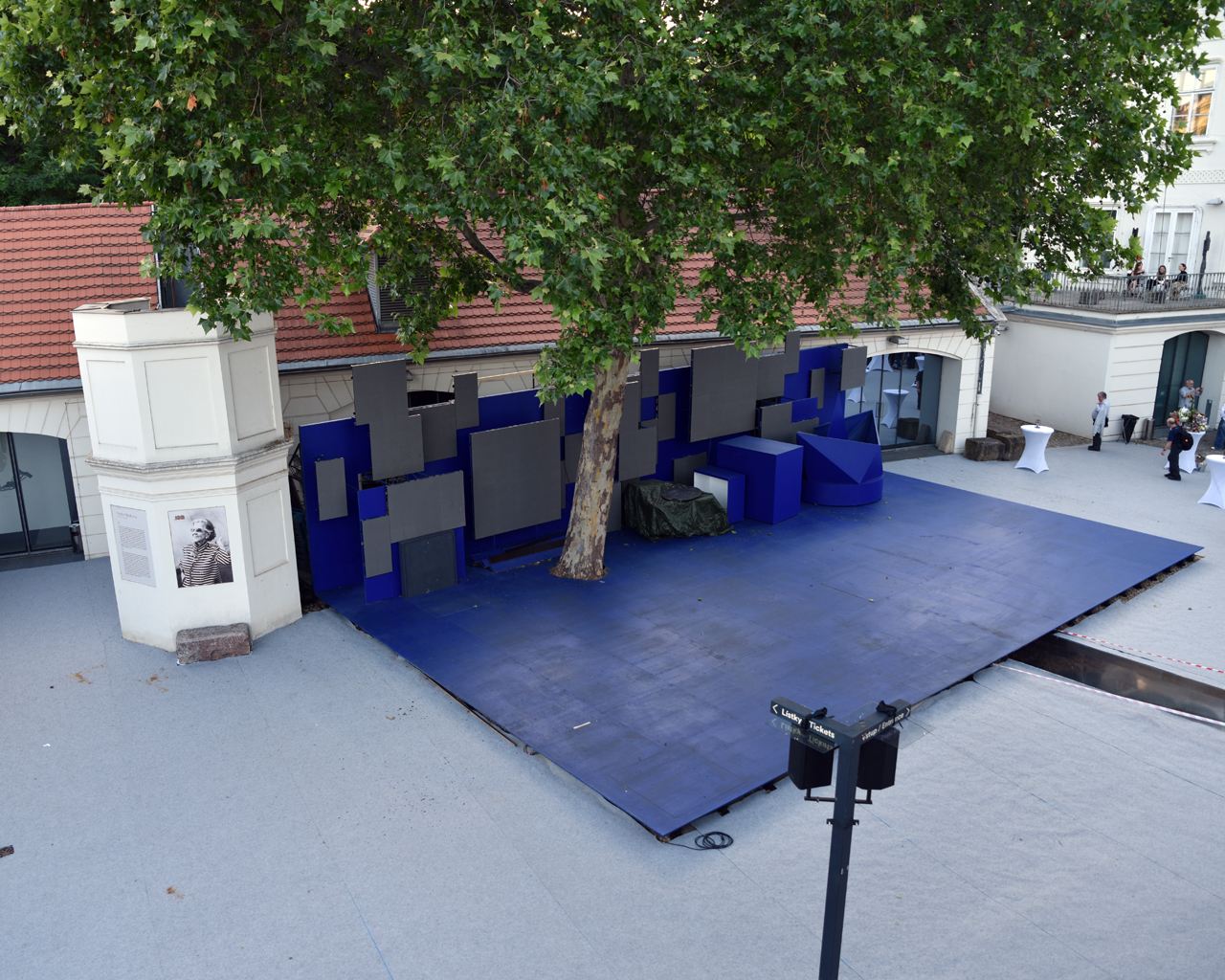
Letní scéna (2025), Museum Kampa
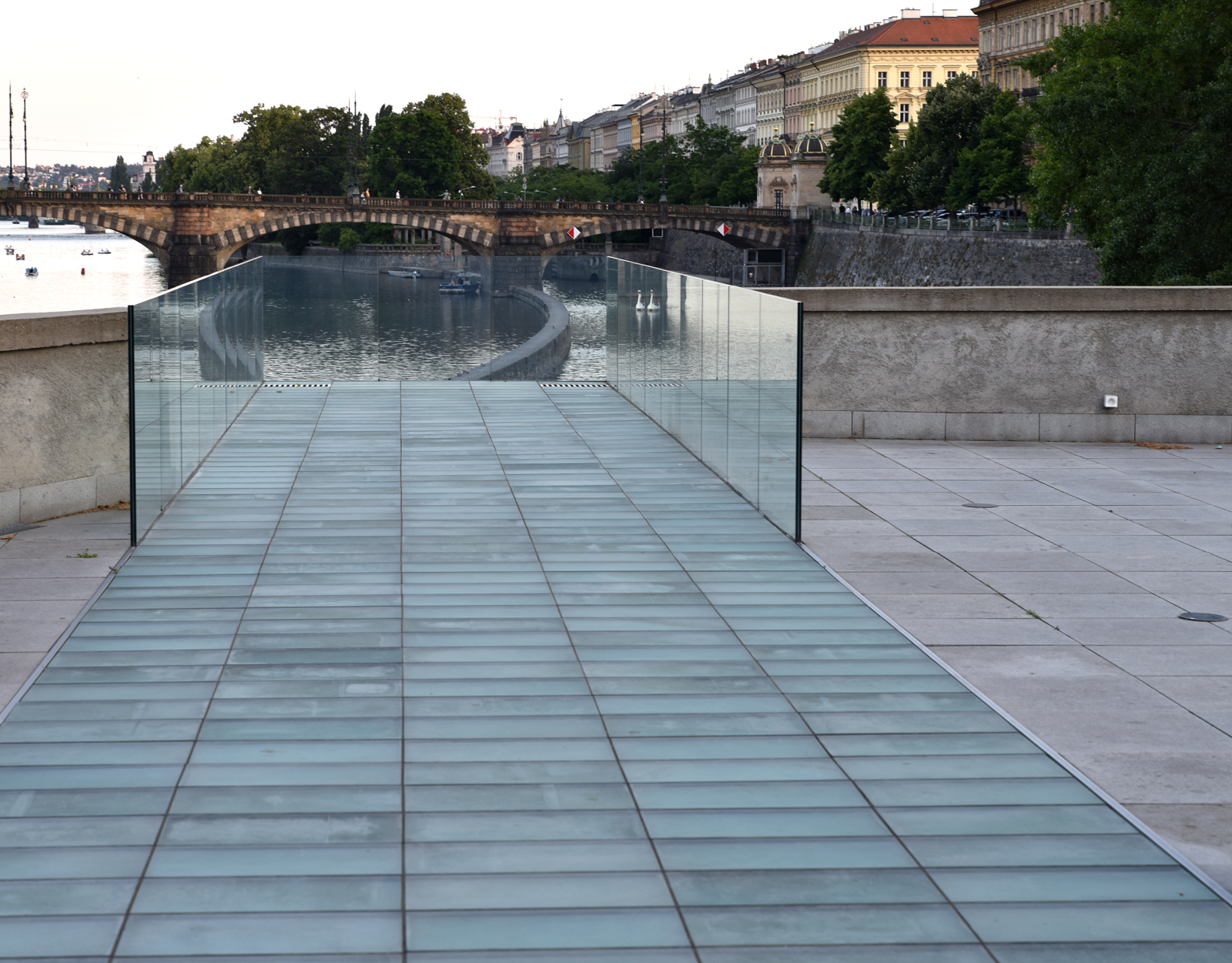
Václav Cigler, Místo setkání (2009)

## Sbírky

### Venkovní expozice
Meda Mládková navrhovala založení sochařského parku na Kampě, ale z původního záměru byly realizovány jen některé sochy v bezprostřední blízkosti budov - skleněný objekt Hranol Mariana Karla, "miminka" Davida Černého, pískovcová socha Miloslava Chlupáče, žlutí tučňáci skupiny Cracking Art Group, dřevěná obří židle Magdaleny Jetelové, reliéfy Viktora Karlíka, Titáni Emilie Benes Brzezinski.

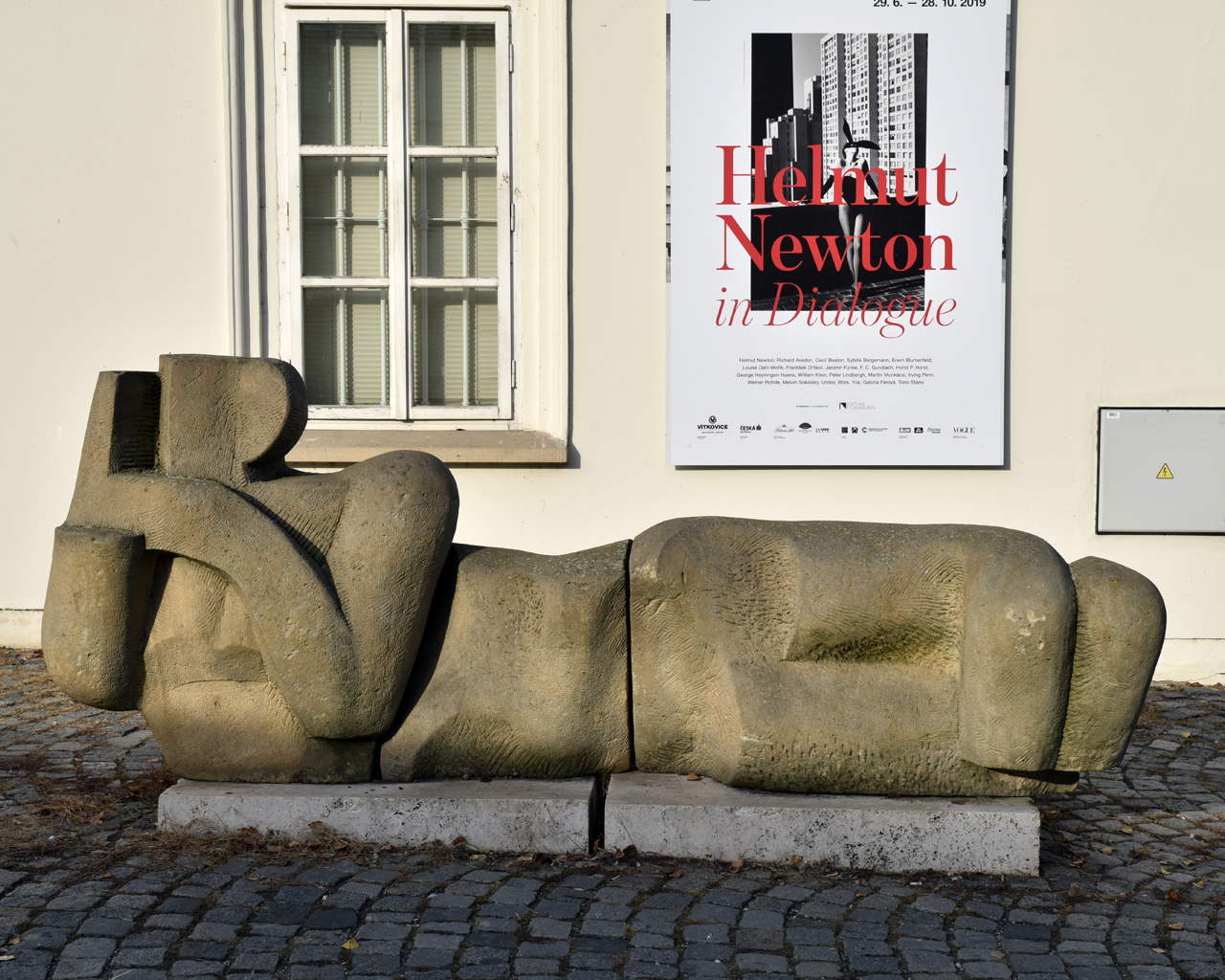
Miloš Chlupáč - Ležící
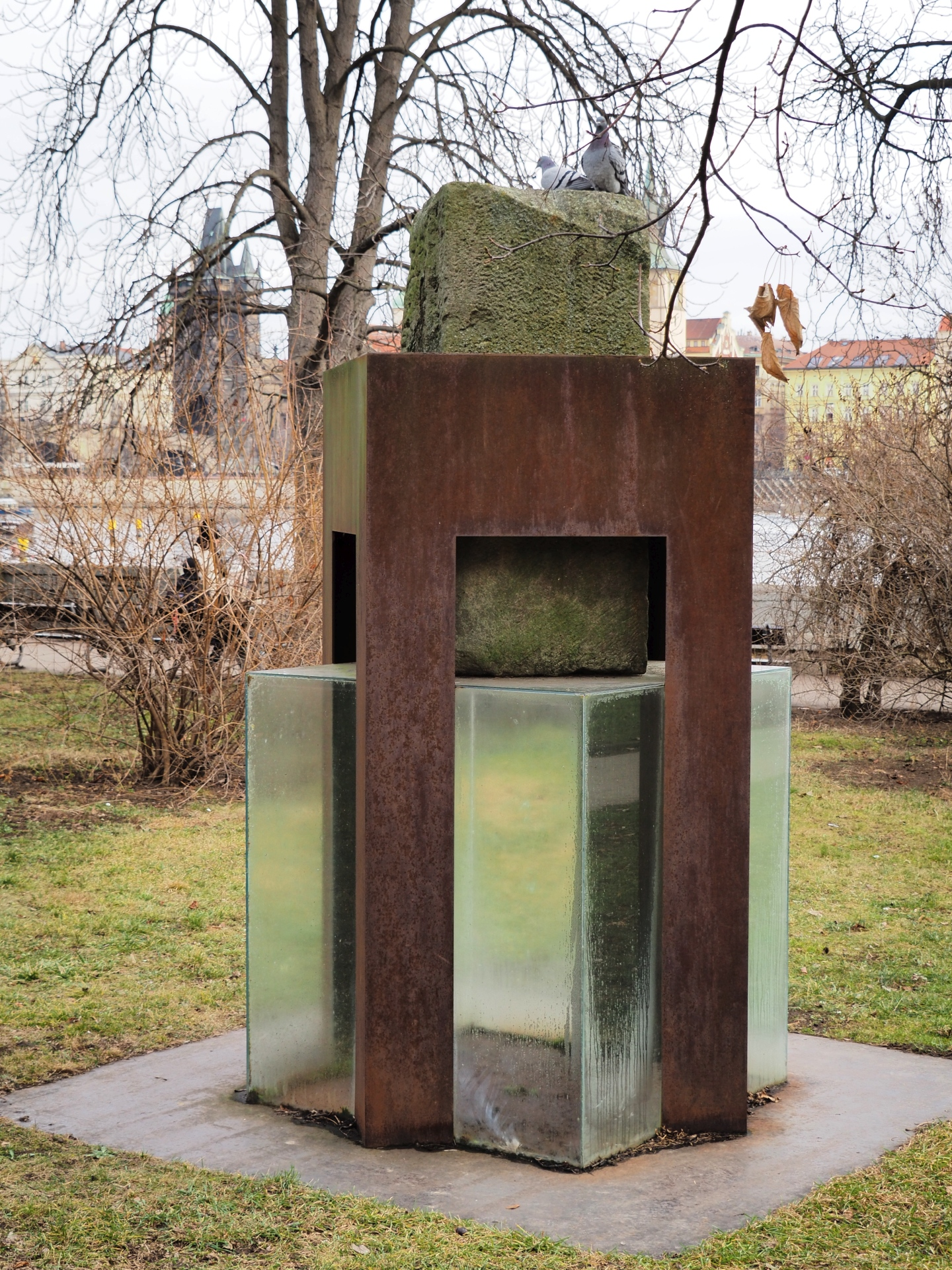
Marian Karel - Hranol (2002)
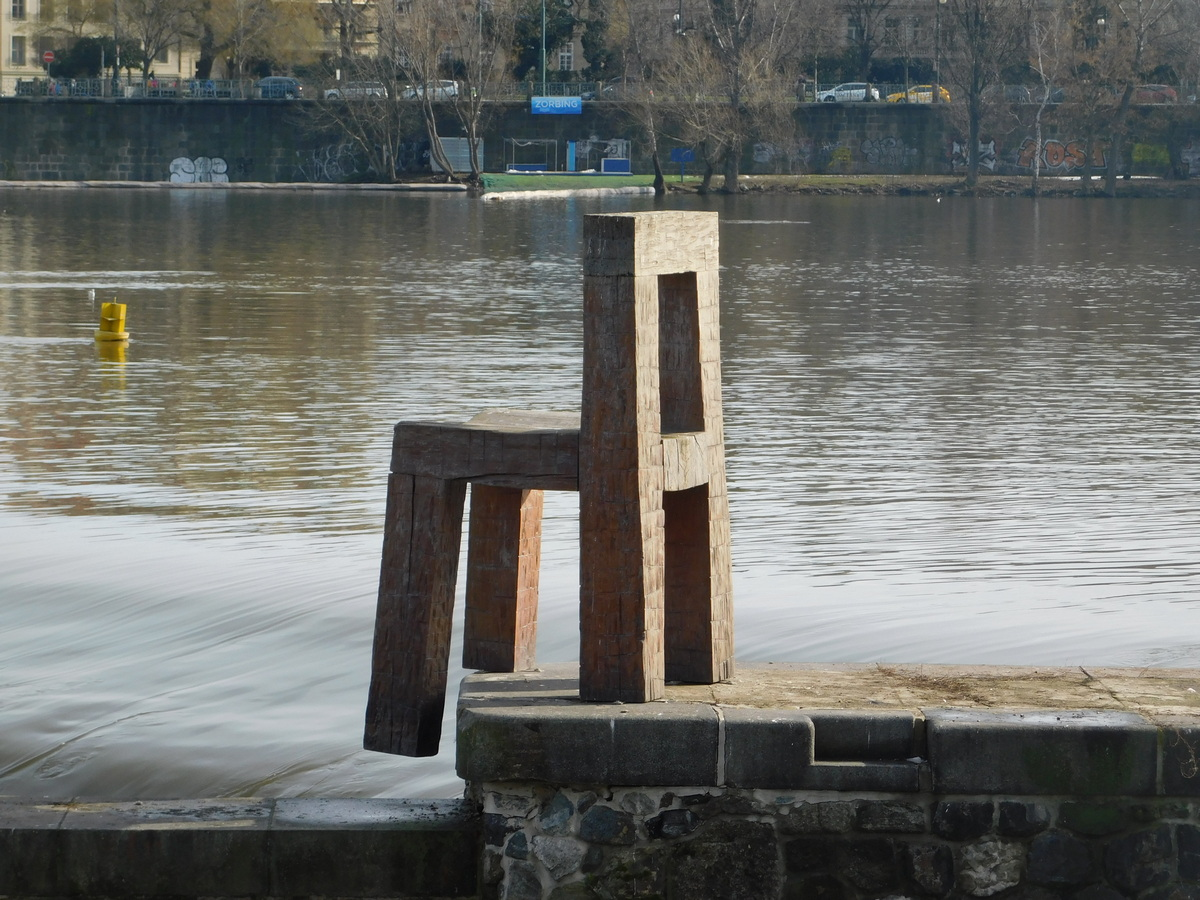
Magdalena Jetelová - Židle
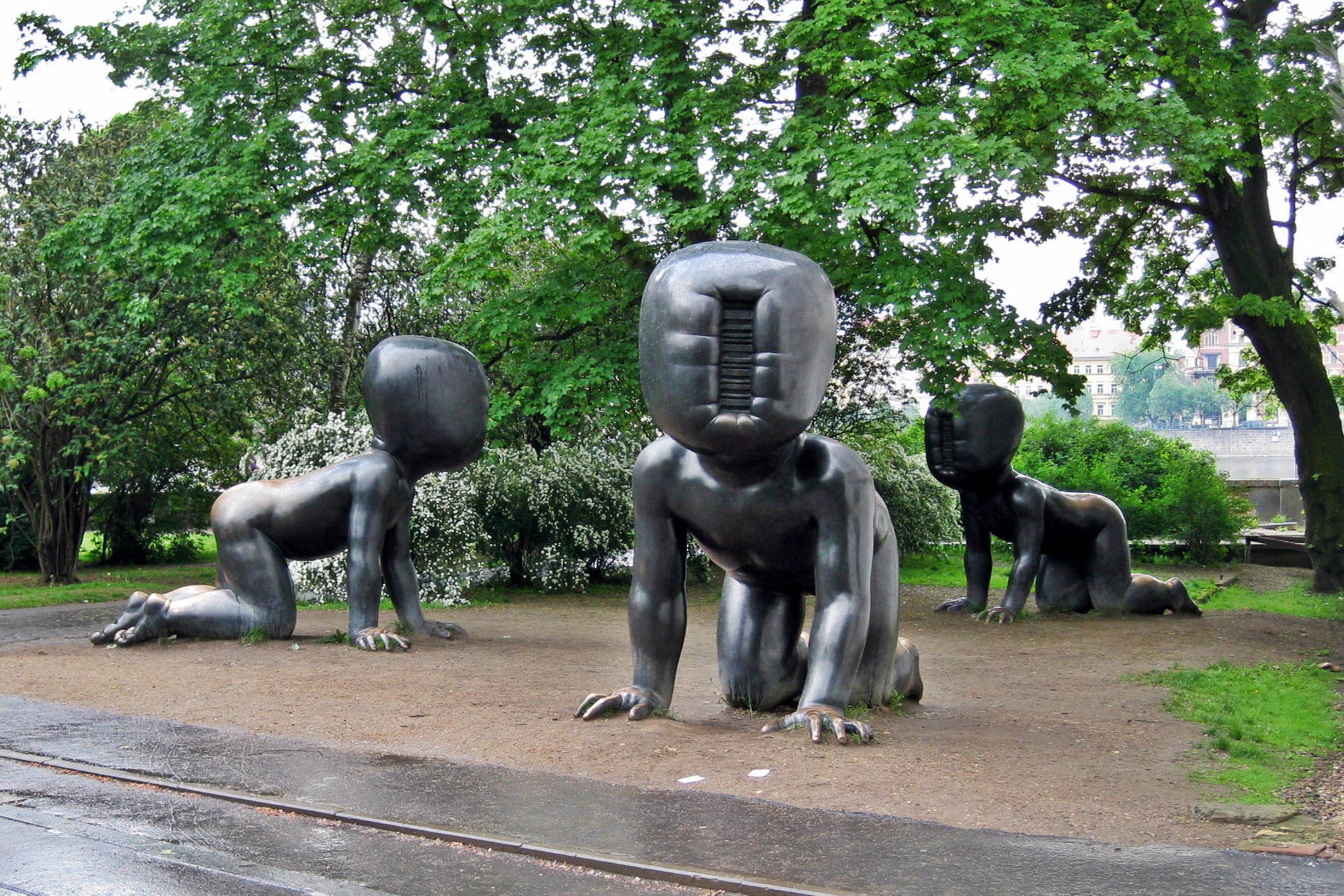
David Černý - Miminka
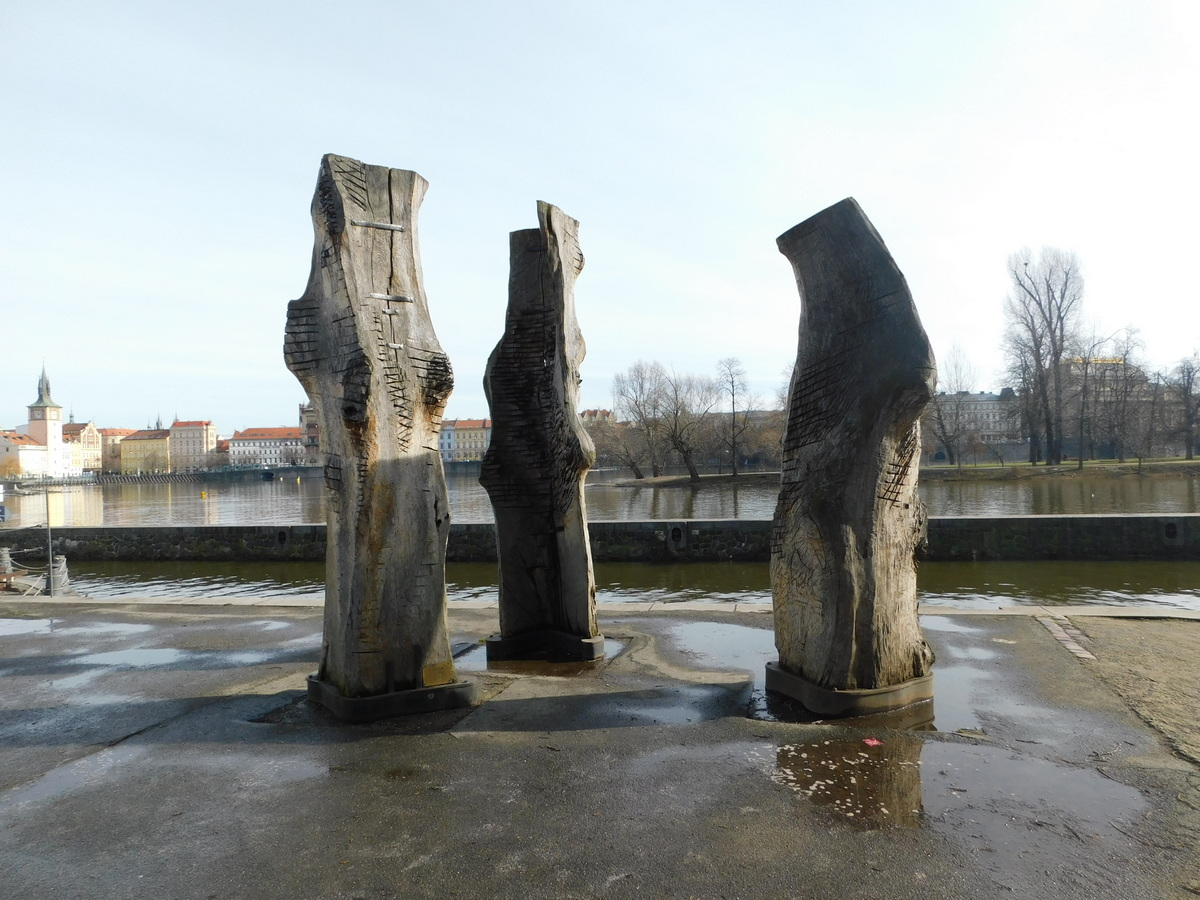
Emilie Benes Brzezinski - Titáni
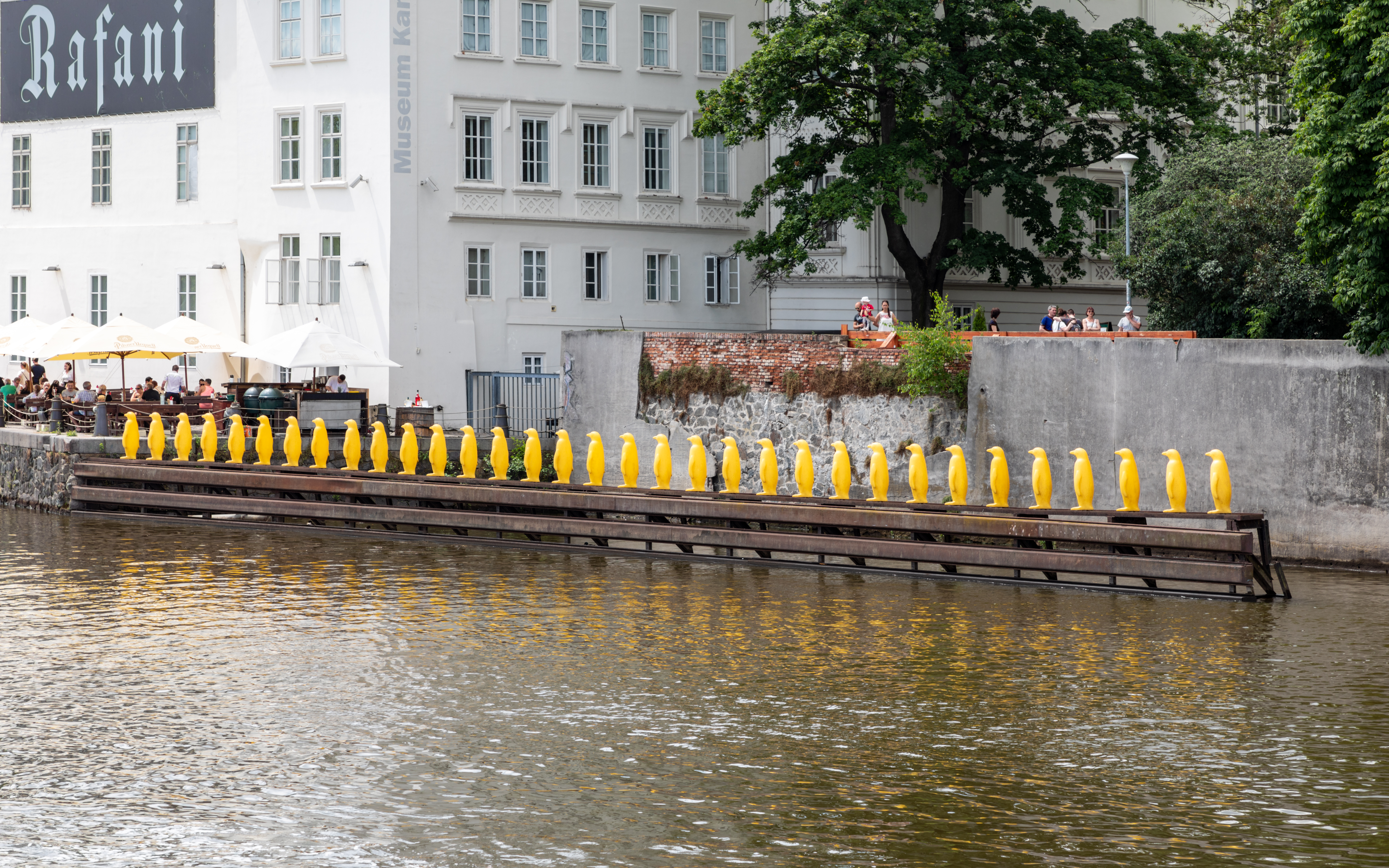
Cracking Art Group, 2008 - “Yellow Penguins”

V nádvoří je trvale umístěn skleněný a železný objekt Architektura 02-46 Mariana Karla, reflexní reliéf Milana Dobeše, Žena na slunci Evy Kmentové, sochy Aleše Veselého, Olbrama Zoubka, Pavla Opočenského a Michala Gabriela. Ve schodišťové věži lustr z ohýbaných skleněných tyčí René Roubíčka.

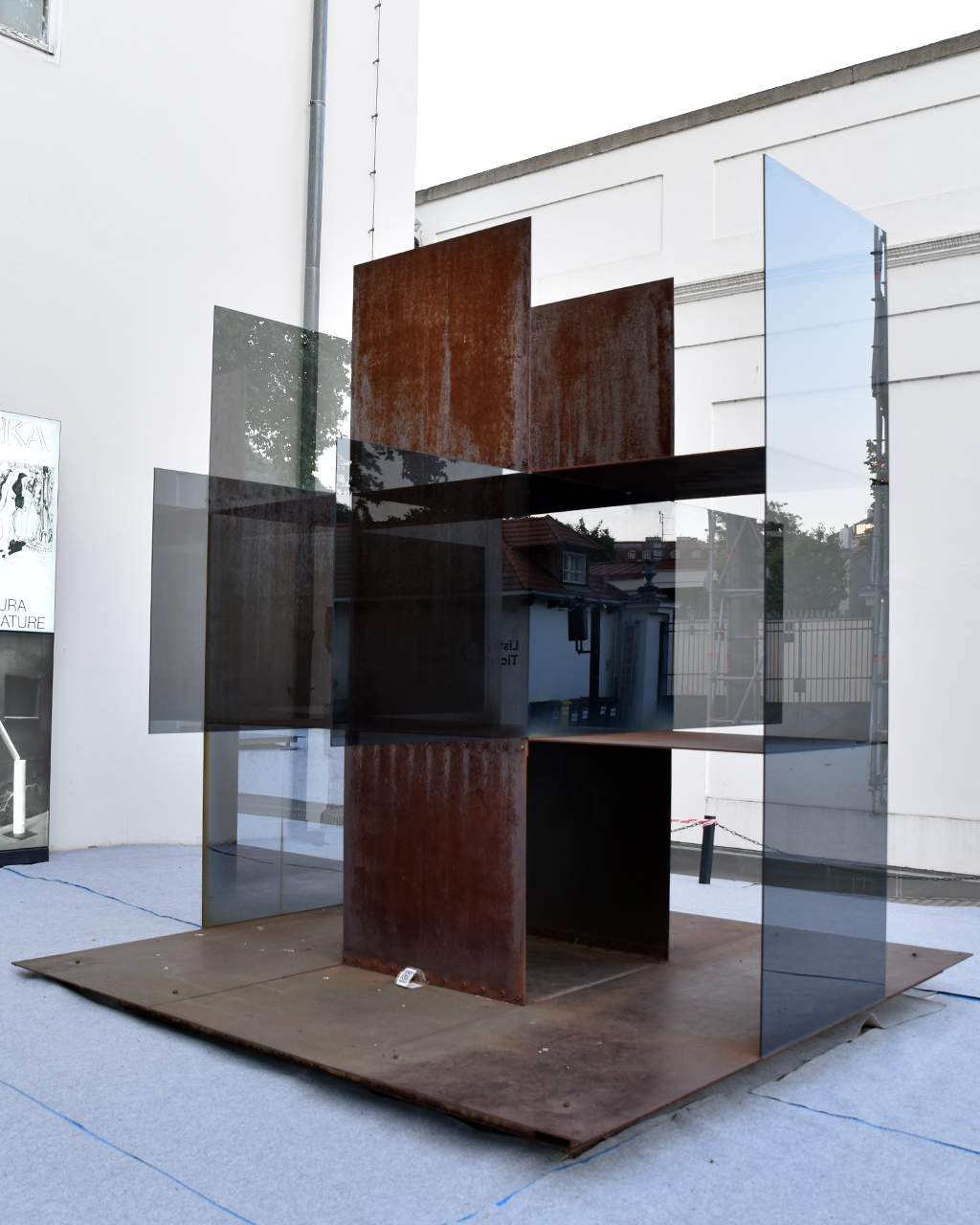
Marian Karel, Architektura, 02 --46, (2002)
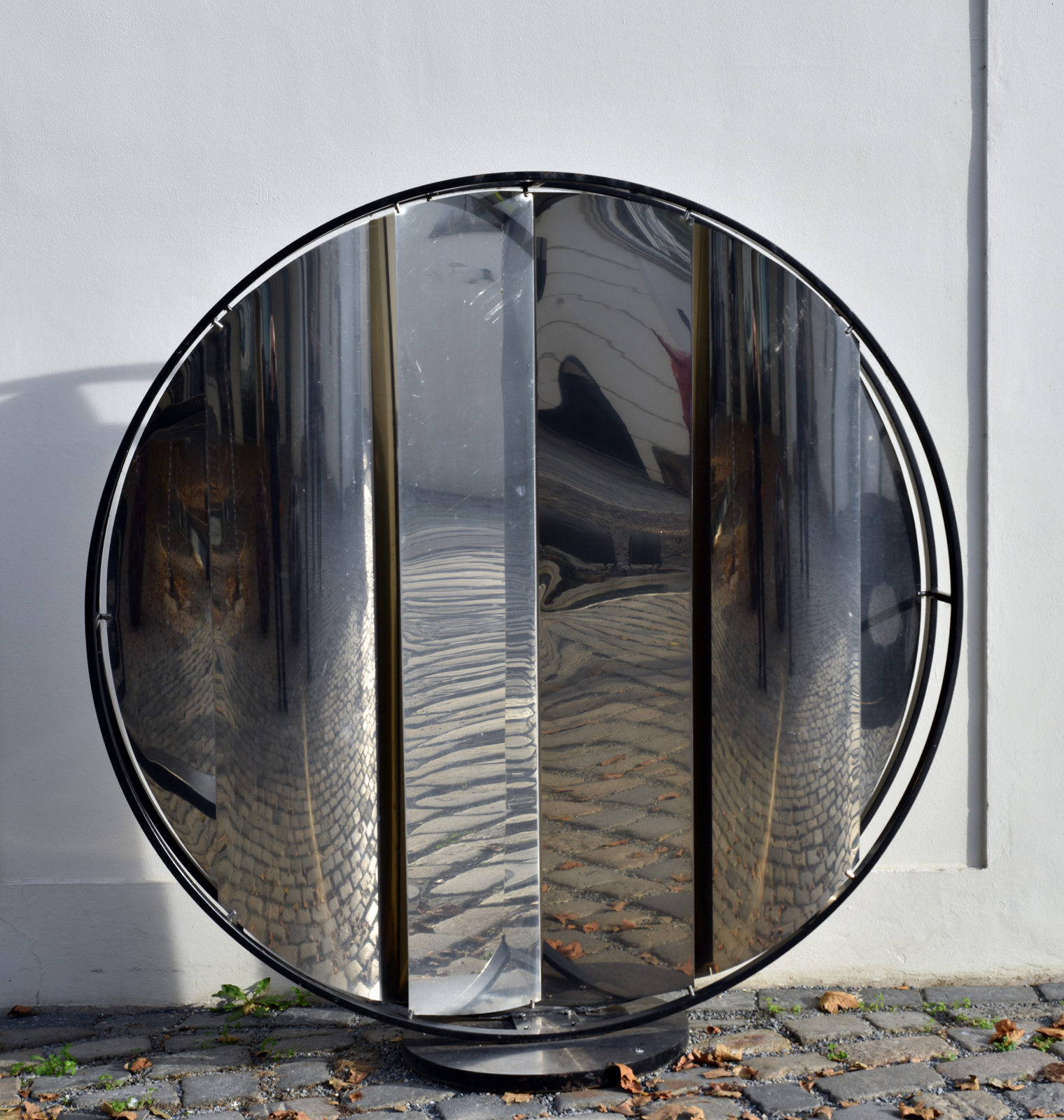
Milan Dobeš, Reflexní reliéf
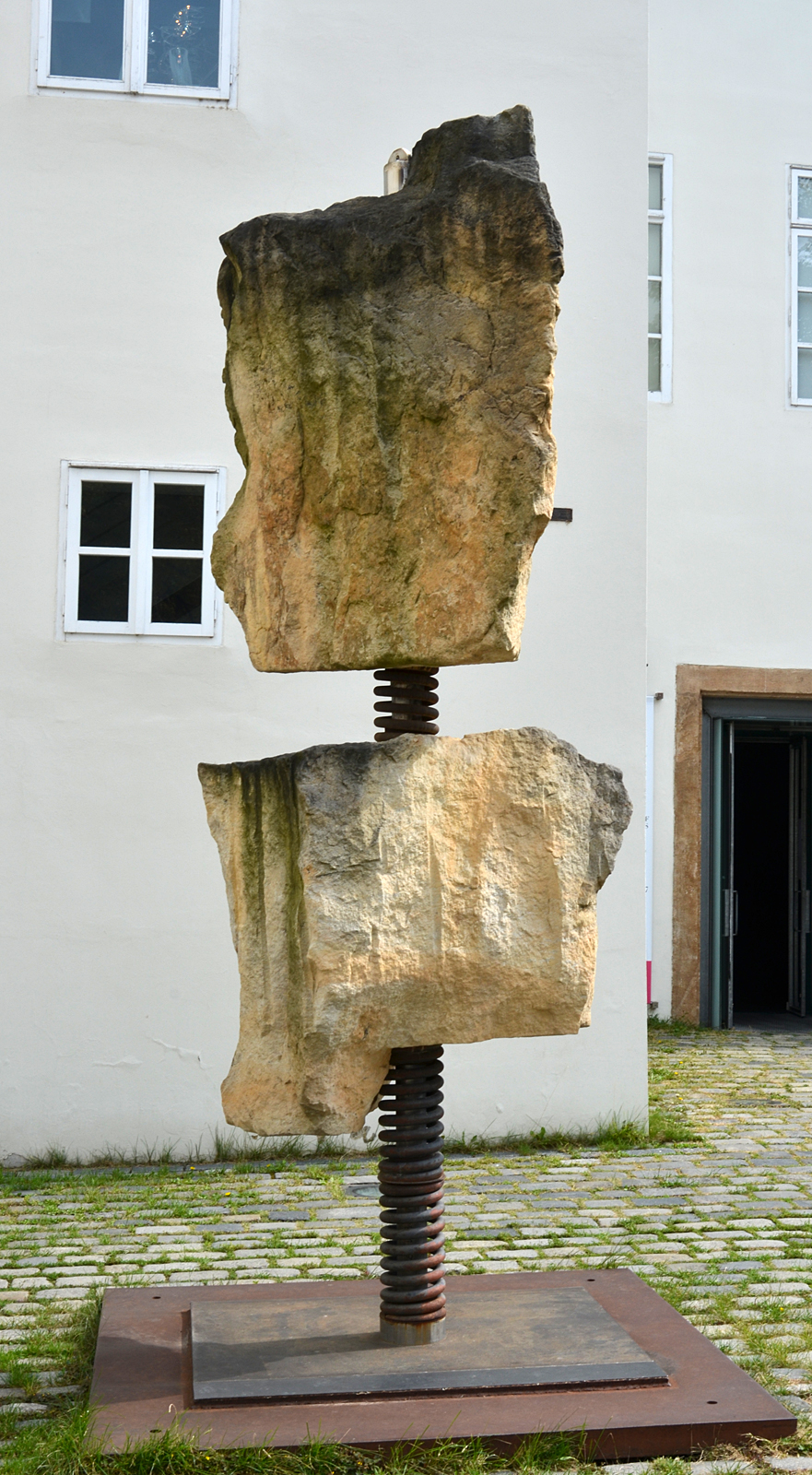
Aleš Veselý, Socha
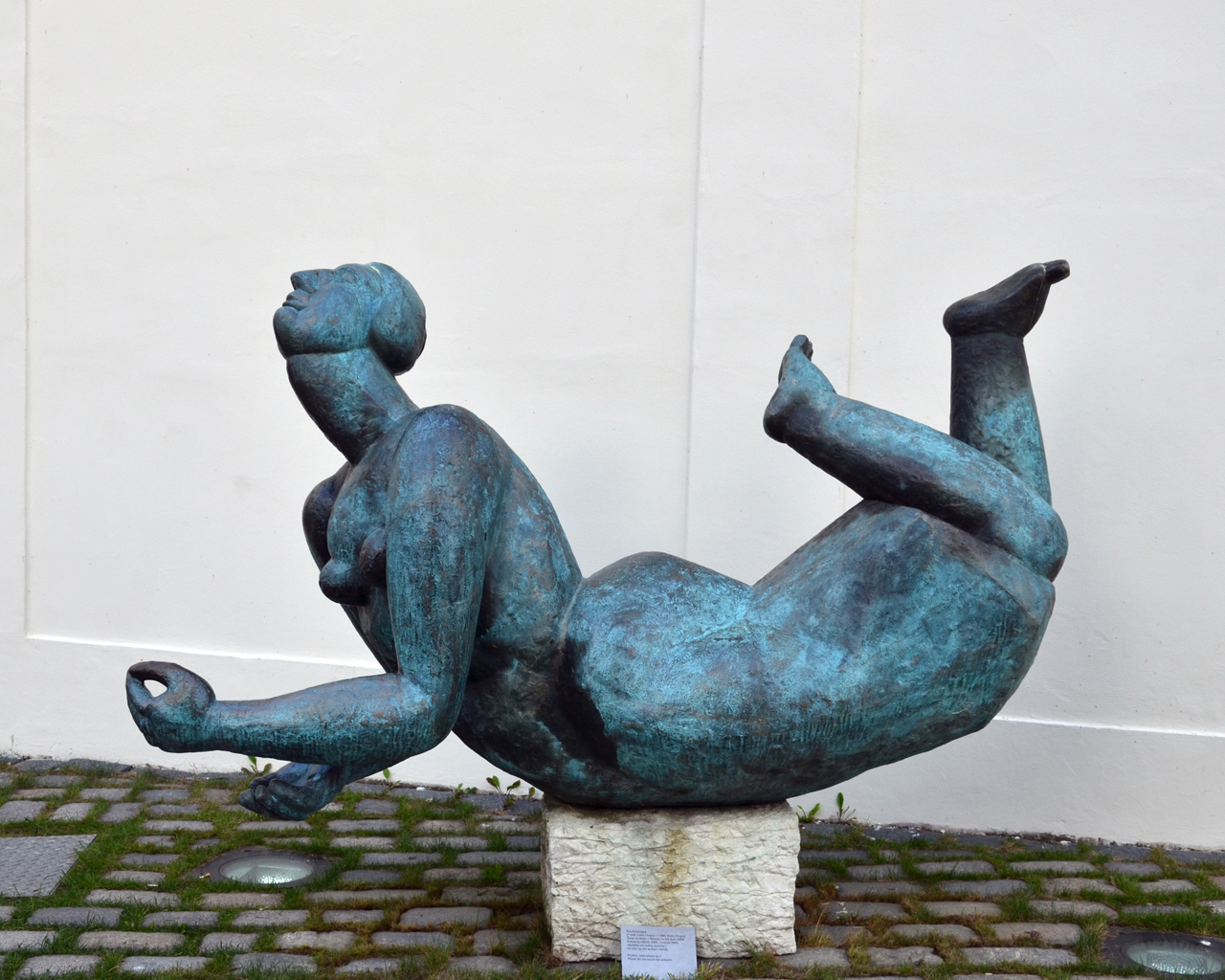
Eva Kmentová, Žena na slunci
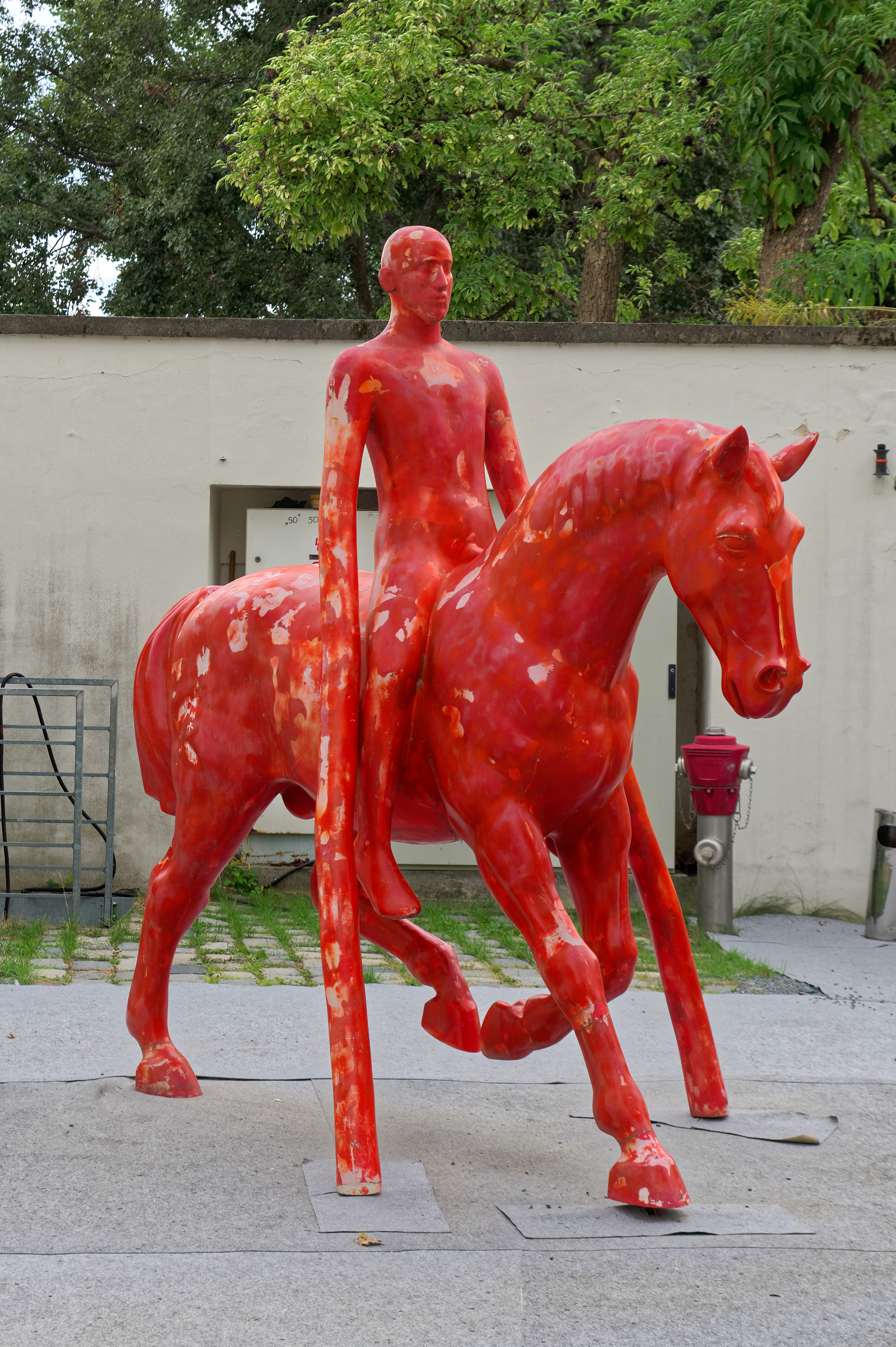
Michal Gabriel, Jezdec
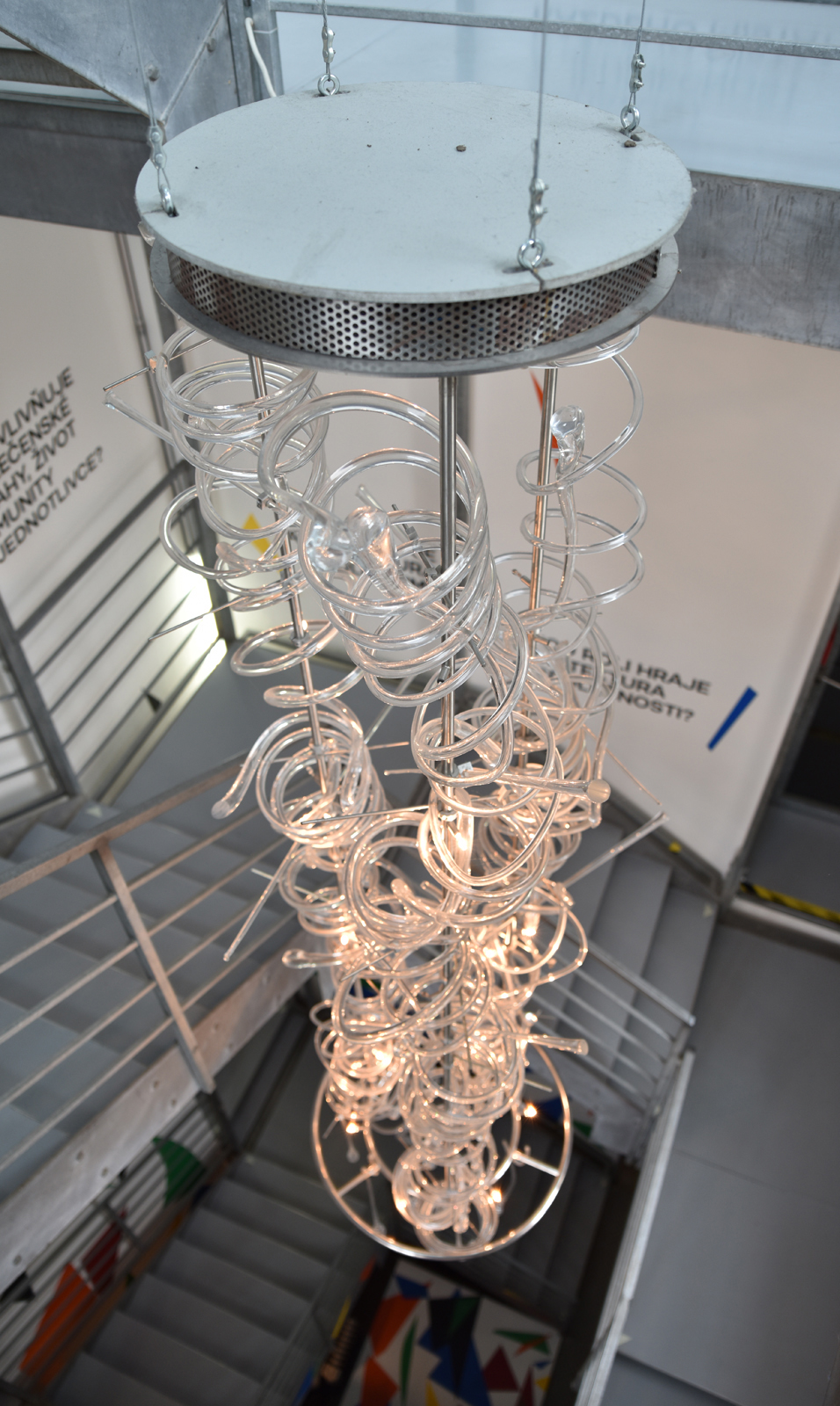
René Roubíček, Lustr

### Vnitřní expozice
V hlavní budově musea je instalována stálá expozice 17 bronzových plastik Otty Gutfreunda ze sbírky Jana a Medy Mládkových a obrazy a grafické listy Františka Kupky.  Ve vnitřním prostoru schodiště je zavěšen skleněný objekt René Roubíčka.

#### Sbírka děl Františka Kupky
Meda Mládková studovala v 50. letech dějiny umění na pařížské Sorbonně a Františka Kupku, který byl v Paříži prakticky neznámý a v Čechách zakázaný, sama aktivně vyhledala v jeho ateliéru a koupila si zde první obraz do své sbírky. Díky své intuici a vnímavosti postupně získala významný soubor Kupkových obrazů, který dokládá malířův význam jako zakladatele abstraktního umění. Sbírka obsahuje jedny z prvních Kupkových abstraktních obrazů z let 1911-1912, Amorpha - teplá chromatika (vystavena v Paříži na Podzimním salonu roku 1912) nebo Studie k obrazu Amorpha - Dvoubarevná fuga (definitivní verzi obrazu zakoupila Národní galerie z Waldesovy sbírky), dále barevné studie k obrazům Kosmické jaro a Příběhy o pestících a tyčinkách a rané abstraktní obrazy z let 1912-1913 Katedrála a Tržiště. Obraz Uspořádání grafických pohybů II (1912-1913) věnovali manželé Mládkovi Národní galerii ve Washingtonu. 
Význam sbírky je výjimčný i proto, že Československo v 50. letech odmítlo z politických důvodů velkorysou nabídku umělcovy pozůstalosti. Meda Mládková pak neúspěšně apelovala spolu s Jaroslavem Stránským  na československý exil, aby pořídil fond důležitých Kupkových obrazů pro budoucí svobodné Československo. Sbírka manželů Mládkových je tak vedle dnes už rozptýlené sbírky Kupkova mecenáše Jindřicha Waldese nejucelenějším souborem Kupkova díla v soukromém vlastnictví. Právě výjimečná kvalita sbírky vyvolala pozornost při jejím vystavení v Domě u Černé Matky Boží roku 1996, kdy mezinárodní význam Kupkova díla ještě nebyl plně doceněn. Výstava František Kupka: Průkopník abstrakce pak byla reprízována v řadě zahraničních galerií (Haag, Wolfsburg, Dallas, Ixelles). Součástí sbírky je rovněž kompletní soubor Kupkových dřevorytů i četné kresebné studie k cyklu Čtyři příběhy černé a bílé. Roku 2011 se Medě Mládkové podařilo odkoupit 44 obrazů a kreseb Františka Kupky z vlastnictví historičky umění a asistentky v Museum of Modern Art v New Yorku Lilli Lonngren Anders.

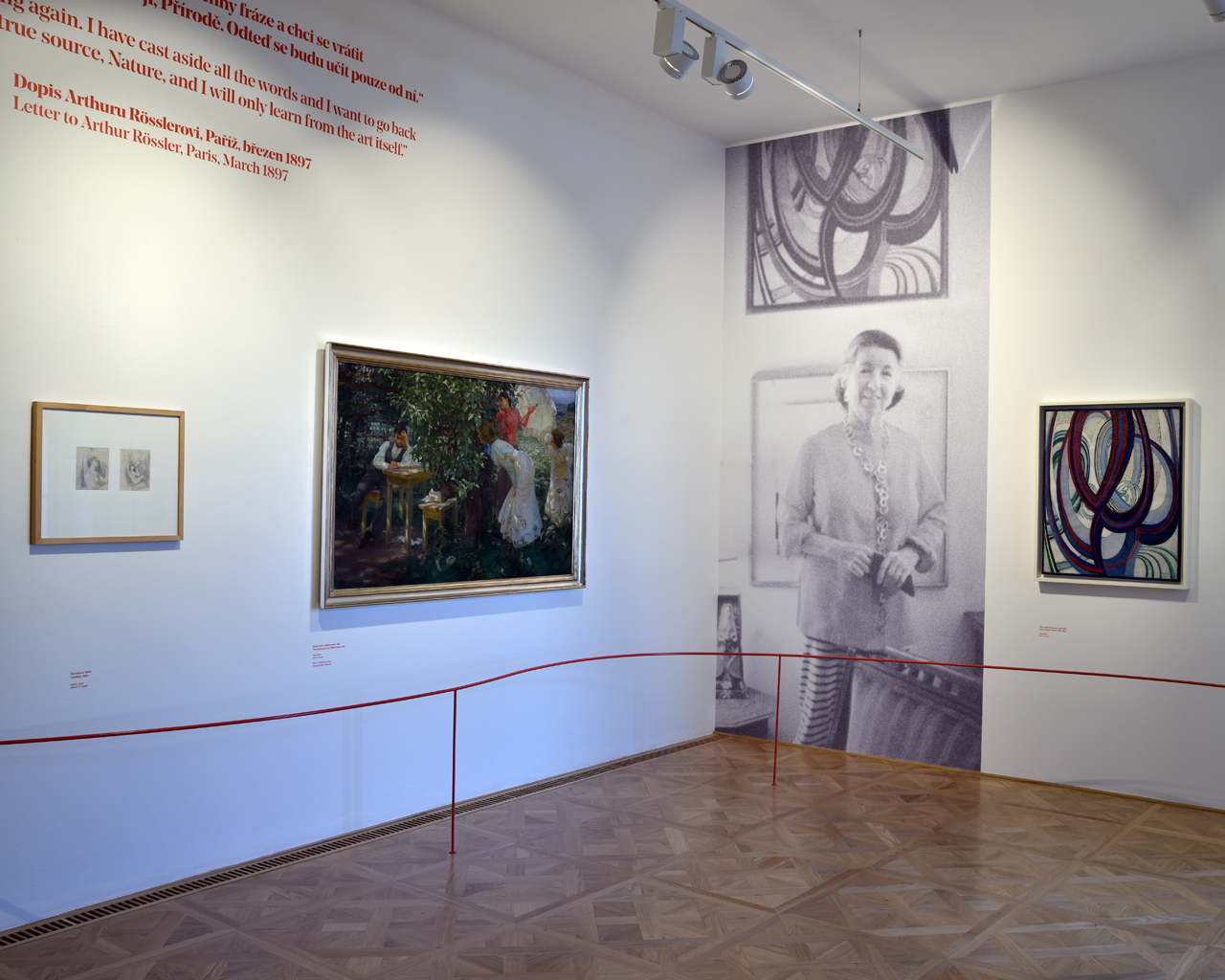
Stálá expozice I
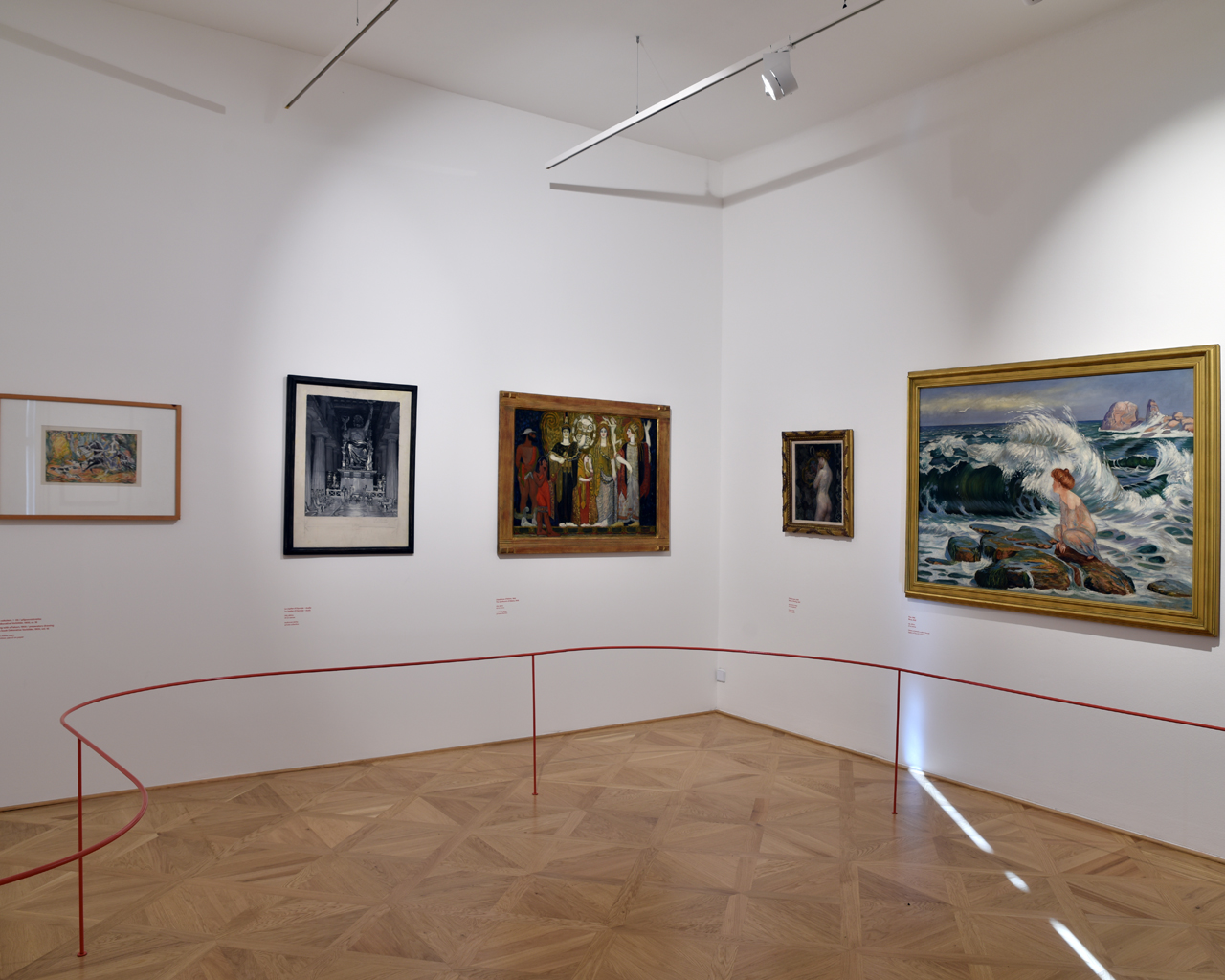
Stálá expozice I
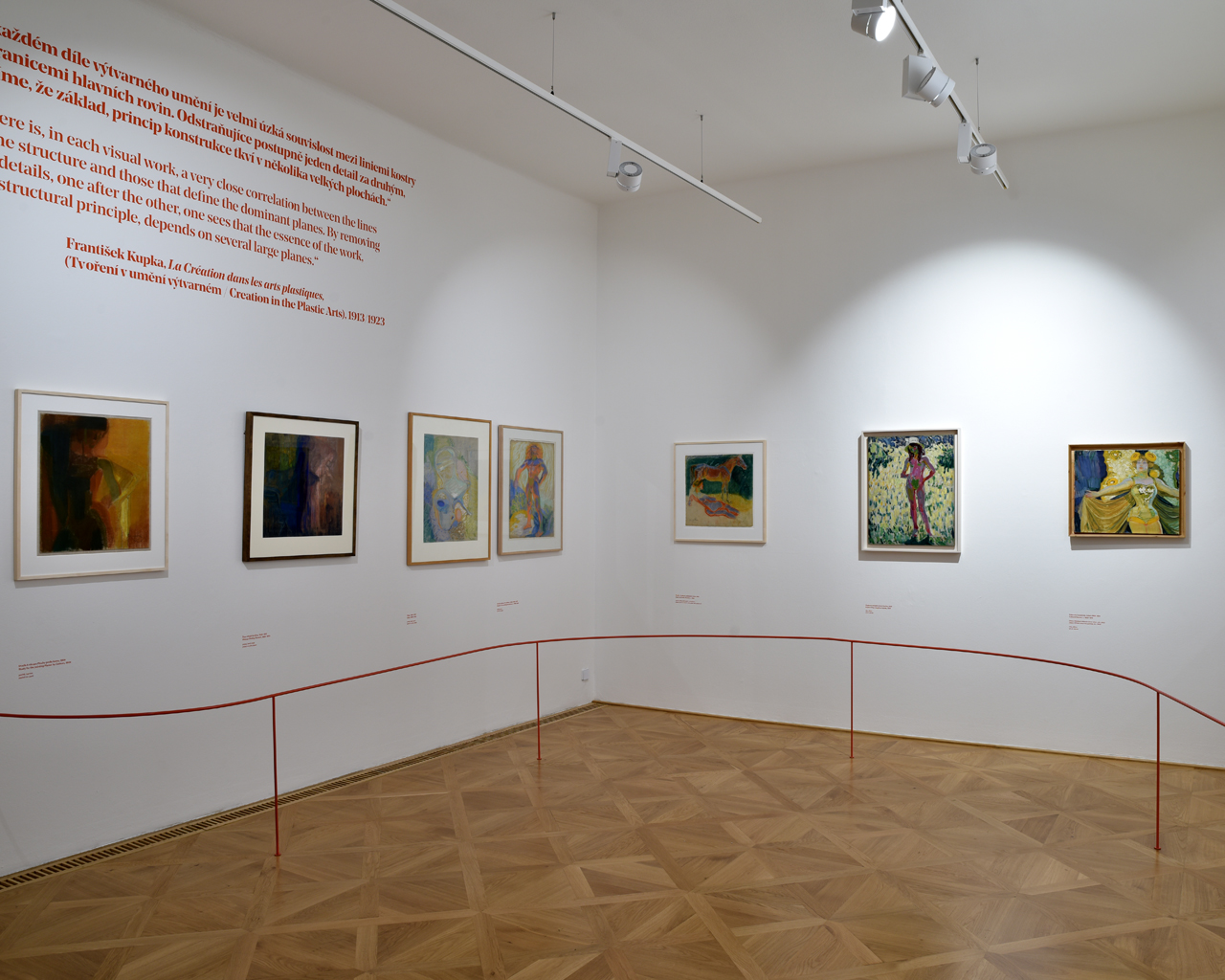
Stálá expozice I
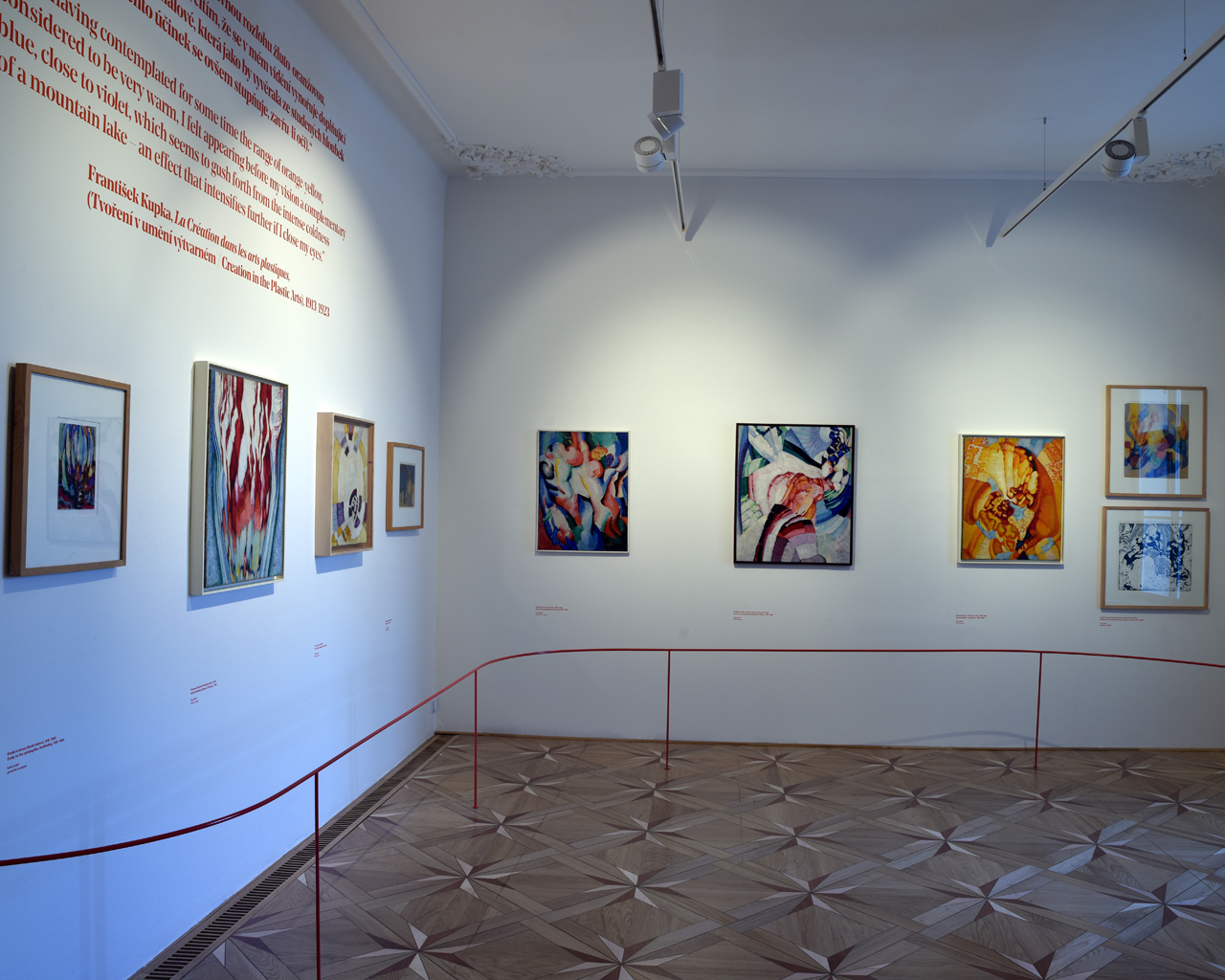
Stálá expozice I
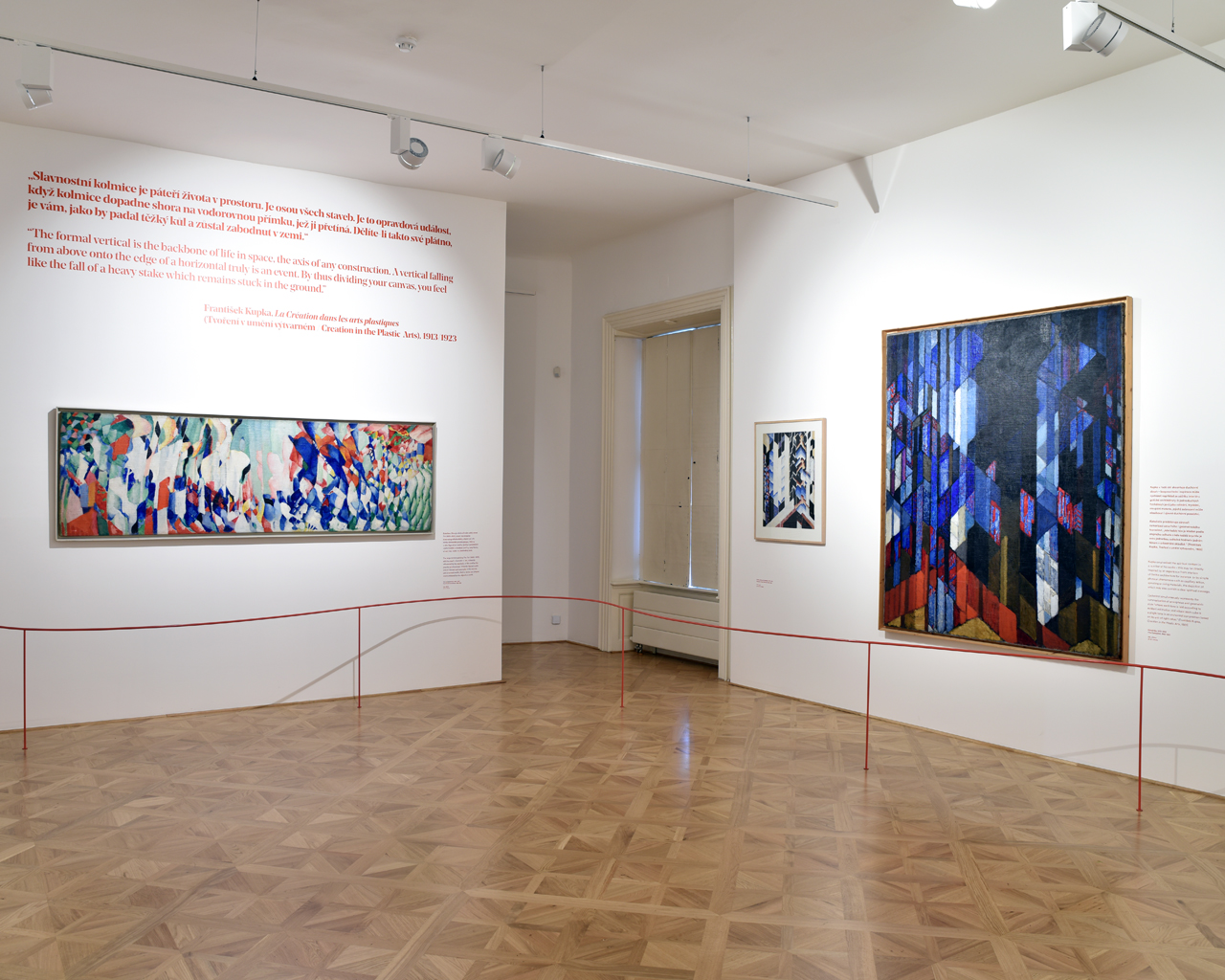
Stálá expozice I

#### Sbírka soch Otto Gutfreunda
Manželé Mládkovi sledovali výtvarnou scénu v Československu a zaznamenali zejména novou kvalitu děl mnoha umělců ve druhé polovině 60. let. Řada z nich uváděla jako zdroj inspirace kubistická díla Bohumila Kubišty a Otto Gutfreunda. Gutfreund byl v té době v zahraničí málo známý a Mládkovi začali sytematicky nakupovat bronzové odlitky jeho soch zhotovených v sádře. Za pomoci pražských přátel a Gutfreundovy neteře Aleny Novotné tak pořídili reprezentativní soubor jeho soch. Ten nejprve obdivovali poze návštěvníci jejich bytu, ale později byly sochy Úzkost a Kubistické poprsí vystaveny jako zápůjčka v Hirshhorn Museum and Sculpture Garden ve Washingtonu. Meda Mládková správně rozeznala přínos sochaře světové avantgardě a proto od 90. let při zápůjčkách Kupkových obrazů do světových galerií vždy trvala na souběžném vystavení Gutfreundových kubistických plastik.

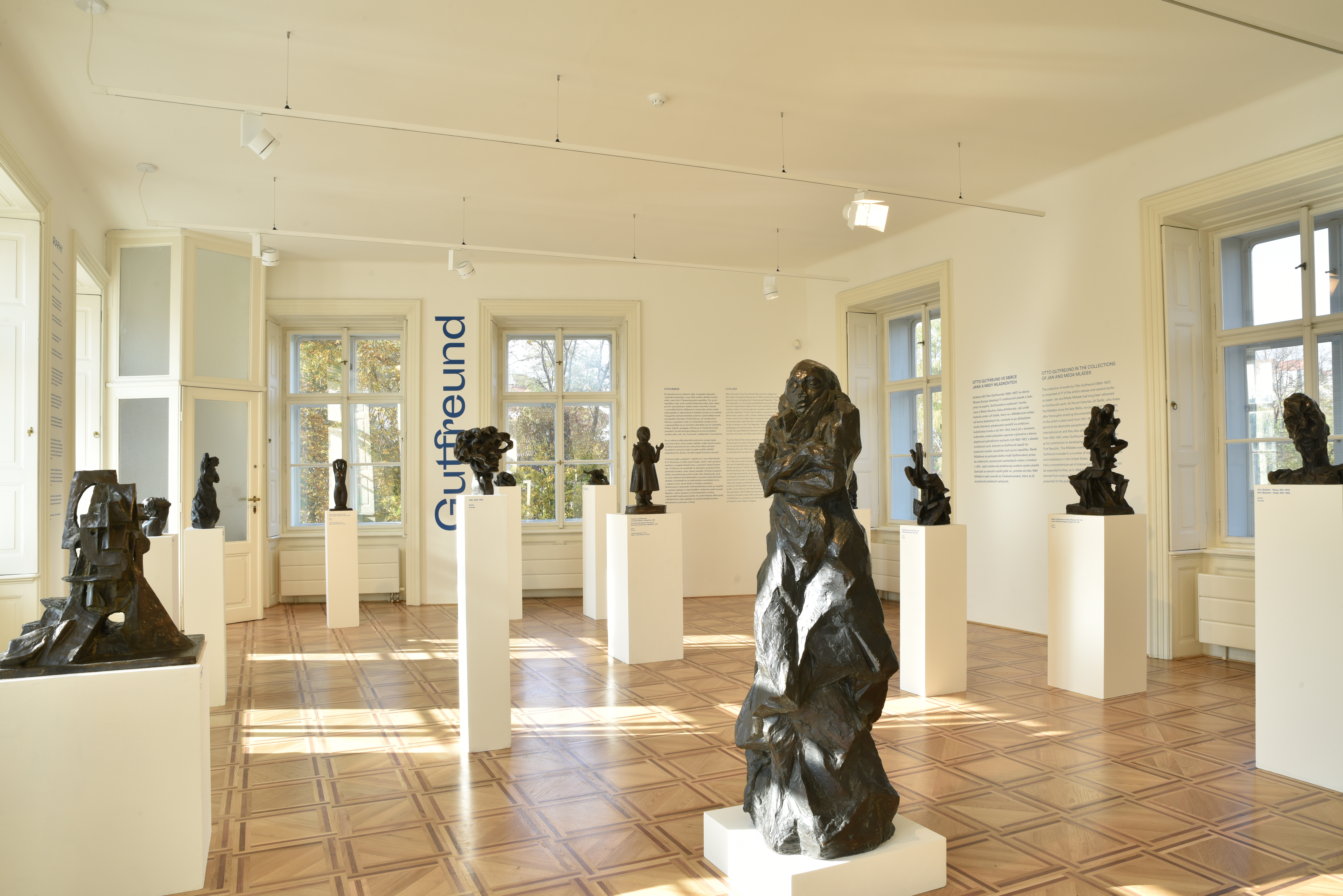
Stálá expozice II
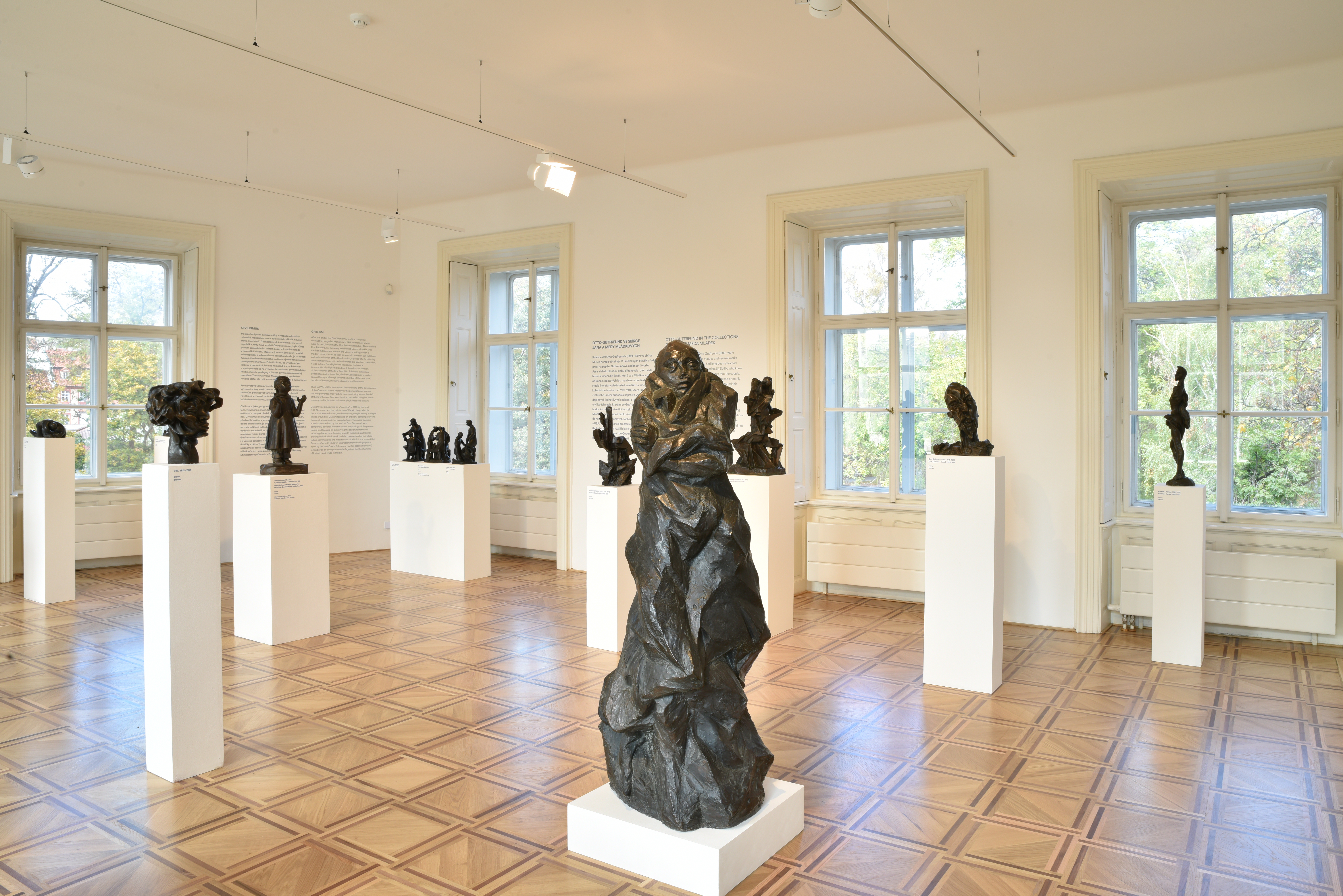
Stálá expozice II
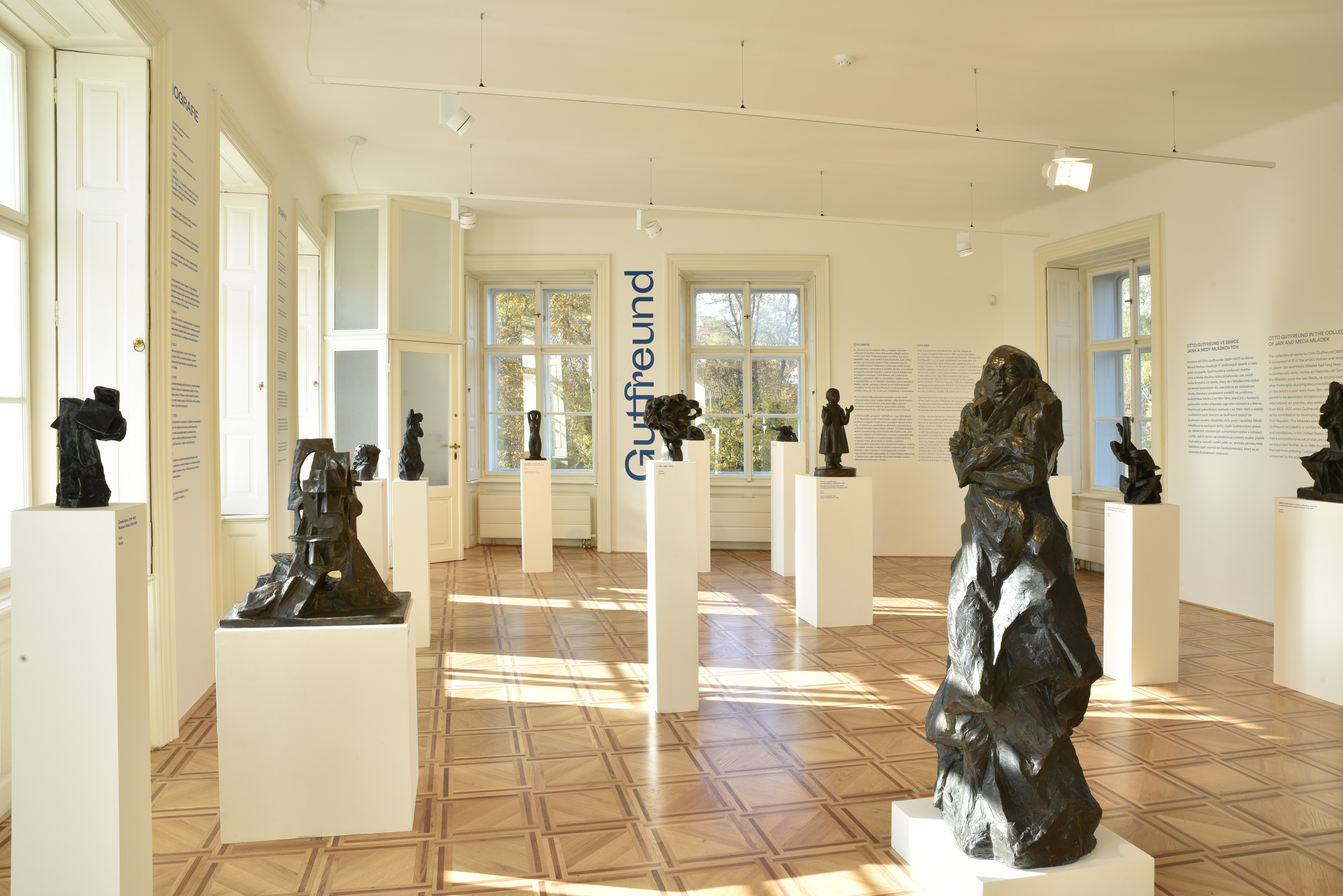
Stálá expozice II
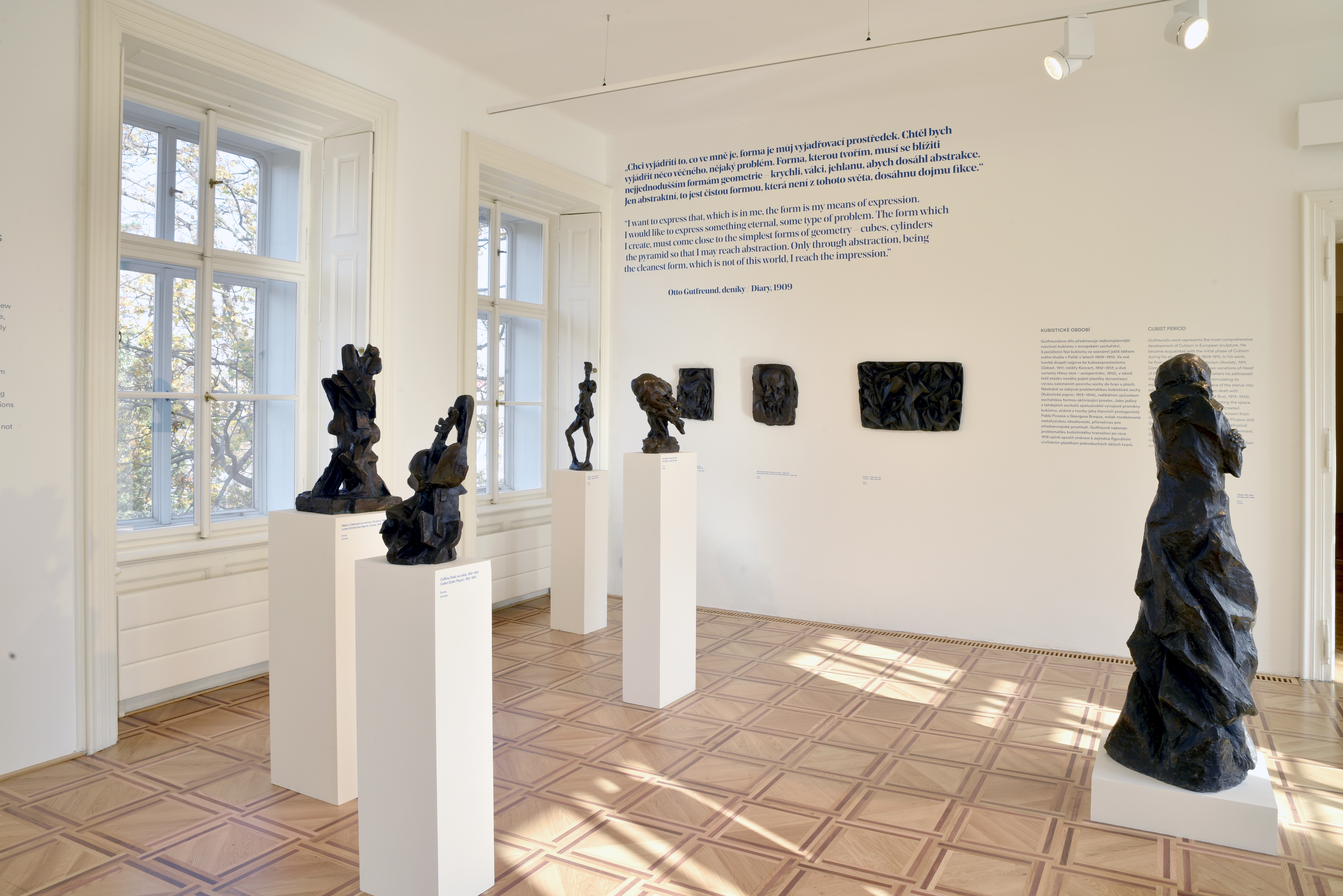
Stálá expozice II
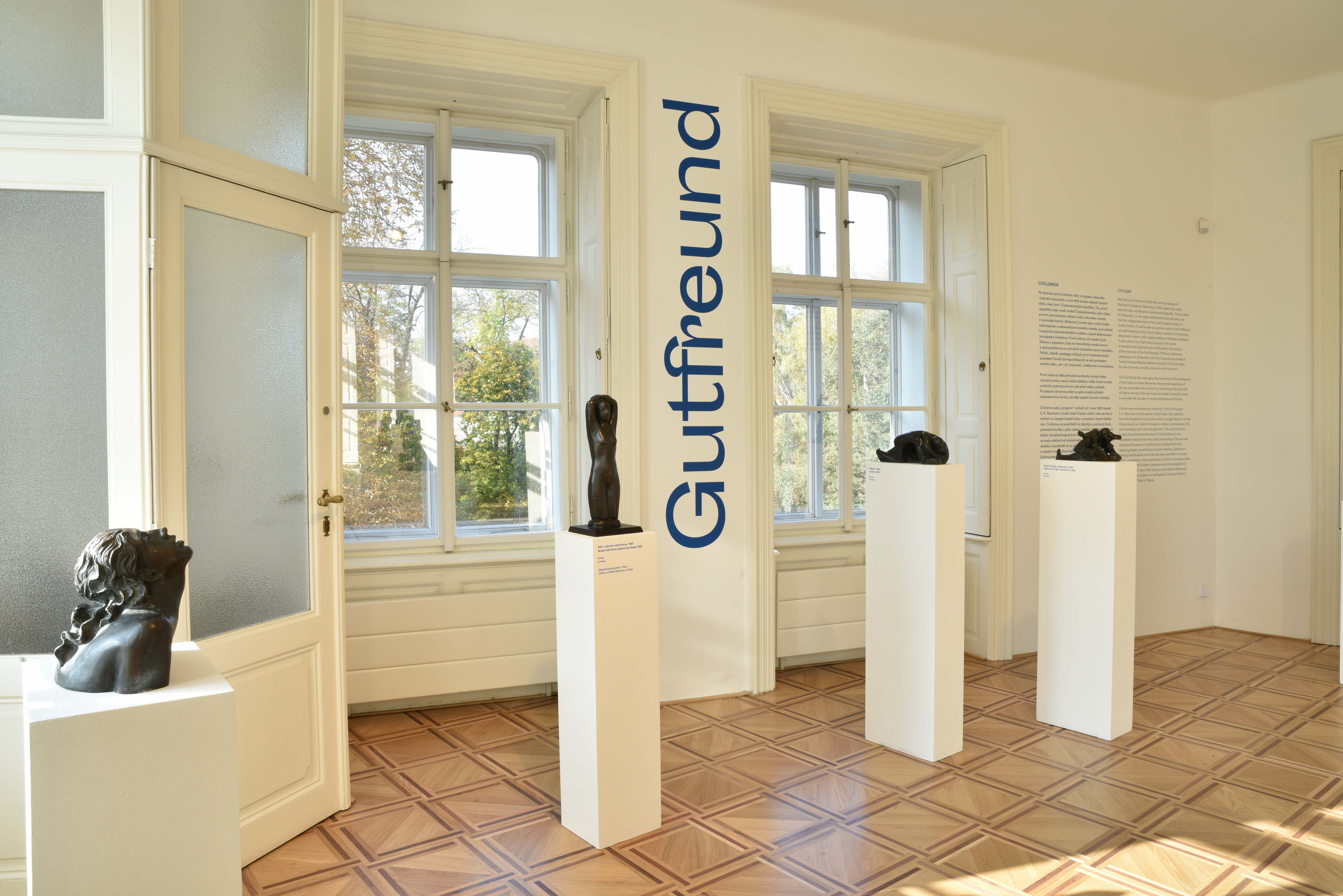
Stálá expozice II

#### Sbírka českého a středoevropského umění
Meda Mládková systematicky sbírala česká a středoevropská výtvarná díla z 60.-80. let 20. století. Zdejší umění nebylo útěkem od reality, ale naopak střetnutím s tvrdou skutečnosí, kterému se umělci nemohli vyhnout. Díla tak v sobě nesou fyzickou stálost a neobsahují žádné náznaky nebo prchavá slova. To, co určuje zvláštní význam středoevropského umění této doby, lze (více než v zápedních zemích) chápat jako cestu ke svobodě skrze umění. Pod názvem Expresiv byla některá díla vystavena v letech 1987-1988 v Museum Moderner Kunst ve Vídni a poté v Hirshhorn Museum and Sculpture Garden ve Washingtonu a stala se součástí sbírky Musea Kampa (Magdalena Abakanowicz, Magdalena Jetelová, Karel Nepraš, György Jovánovics, Józef Łukomski, Karel Malich, Jiří Načeradský, Mića Popović, Branko Ružić, Adriena Šimotová, Otakar Slavík, Aleš Veselý, ad.). Kurátorkou byla Meda Mládková spolu s Dieterem Ronte.

#### České a slovenské umění
Podle Medy Mládkové byl konec 60. let možná nejproduktivnější periodou celého českého umění, po dlouhých letech kulturního temna od komunistického převratu roku 1948. V době tzv. Pražského jara, díky nově nabyté svobodě výrazu, zaznamenalo umění náhlou energii, vitalitu a rozkvět, který překvapil i západní historiky umění, kteří často před touto tvořivostí a imaginací museli skrývat svou závist. Po sovětské okupaci v srpnu 1968 žila většina vyzrálých umělců delších dvacet let v paralelní kultuře, bez možnosti vystavovat a bez kontaktů se zahraničím.
Ve sbírce Musea Kampa jsou svými díly reperezentativně zastoupeni: Jiří Anderle, Jiří Balcar, Zdeněk Beran (Meda Mládková zaplatila Art Centru za významné Beranovo dílo Rehabilitační oddělení Dr. Dr., ale komunistický režim nedal svolení dílo vyvézt a to nakonec podlehlo zkáze), Jiří Beránek, Václav Boštík, Vladimír Boudník, Hugo Demartini, Milan Dobeš, Stano Filko, Kurt Gebauer, Milan Grygar, Zdenek Hůla, Dalibor Chatrný, Ivan Chatrný, Miloslav Chlupáč, Jozef Jankovič, Vladimír Janoušek, Věra Janoušková, Magdalena Jetelová, Jiří John, Čestmír Kafka, Eva Kmentová, Stanislav Kolíbal, Vladimír Kopecký, Jiří Kornatovský, Radoslav Kratina, Jan Kubíček, Alena Kučerová, Oldřich Kulhánek, Karel Malich, Adéla Matasová, Zdeno Mayerčák, Vladimír Merta, Alex Mlynárčik, Jiří Mrázek, Daisy Mrázková, Jiří Načeradský, Karel Nepraš, Ladislav Novák, Pavel Opočenský, Květa Pacovská, Theodor Pištěk, Naděžda Plíšková, Michal Ranný, Rudolf Sikora, Otakar Slavík, Jiří Sopko, Jiří Sozanský, Václav Stratil, Jitka Svobodová, Zdeněk Sýkora, Adriena Šimotová, Aleš Veselý, Olbram Zoubek.

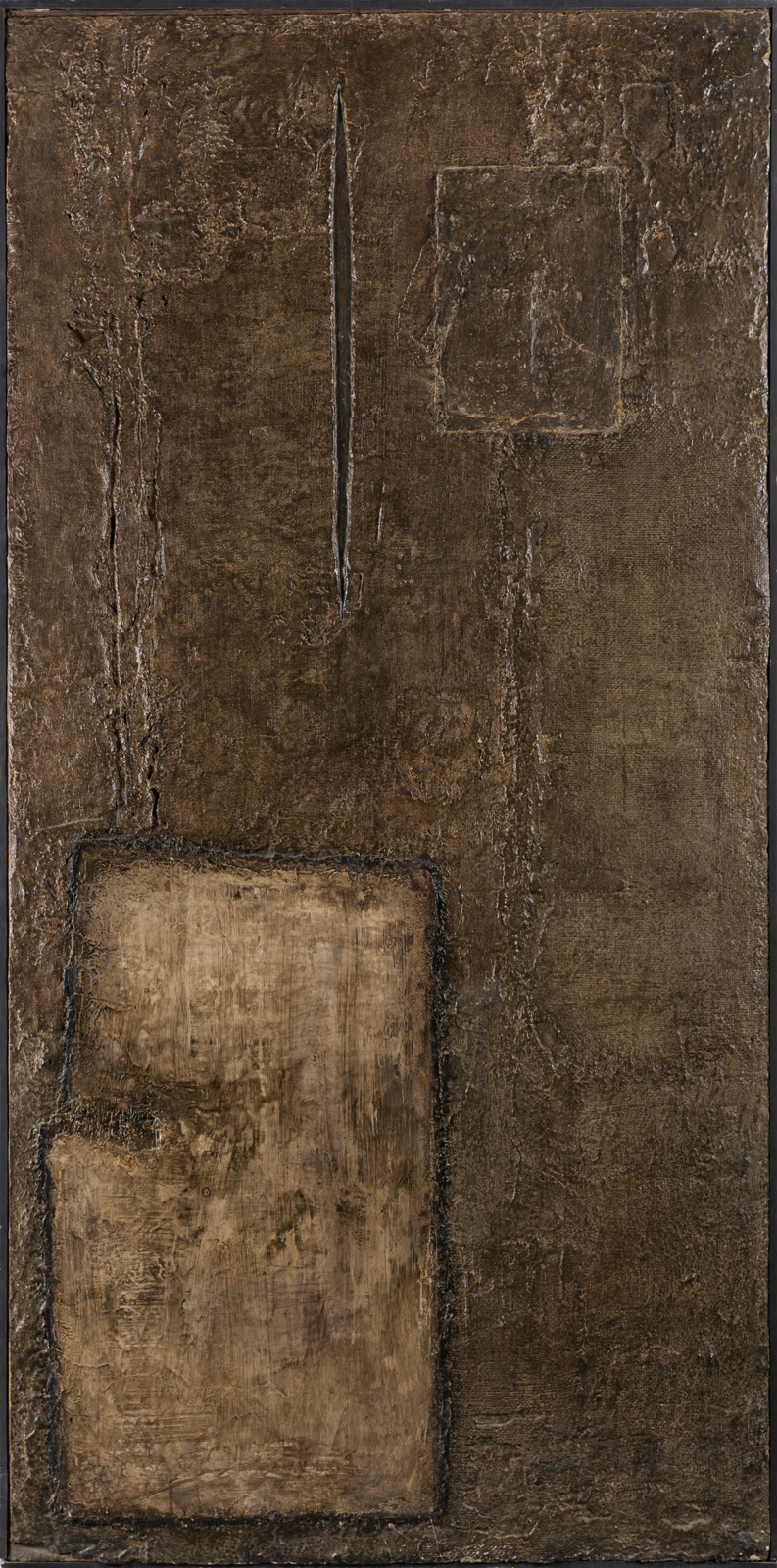
Jiří Valenta, Koláž II (1960), Museum Kampa
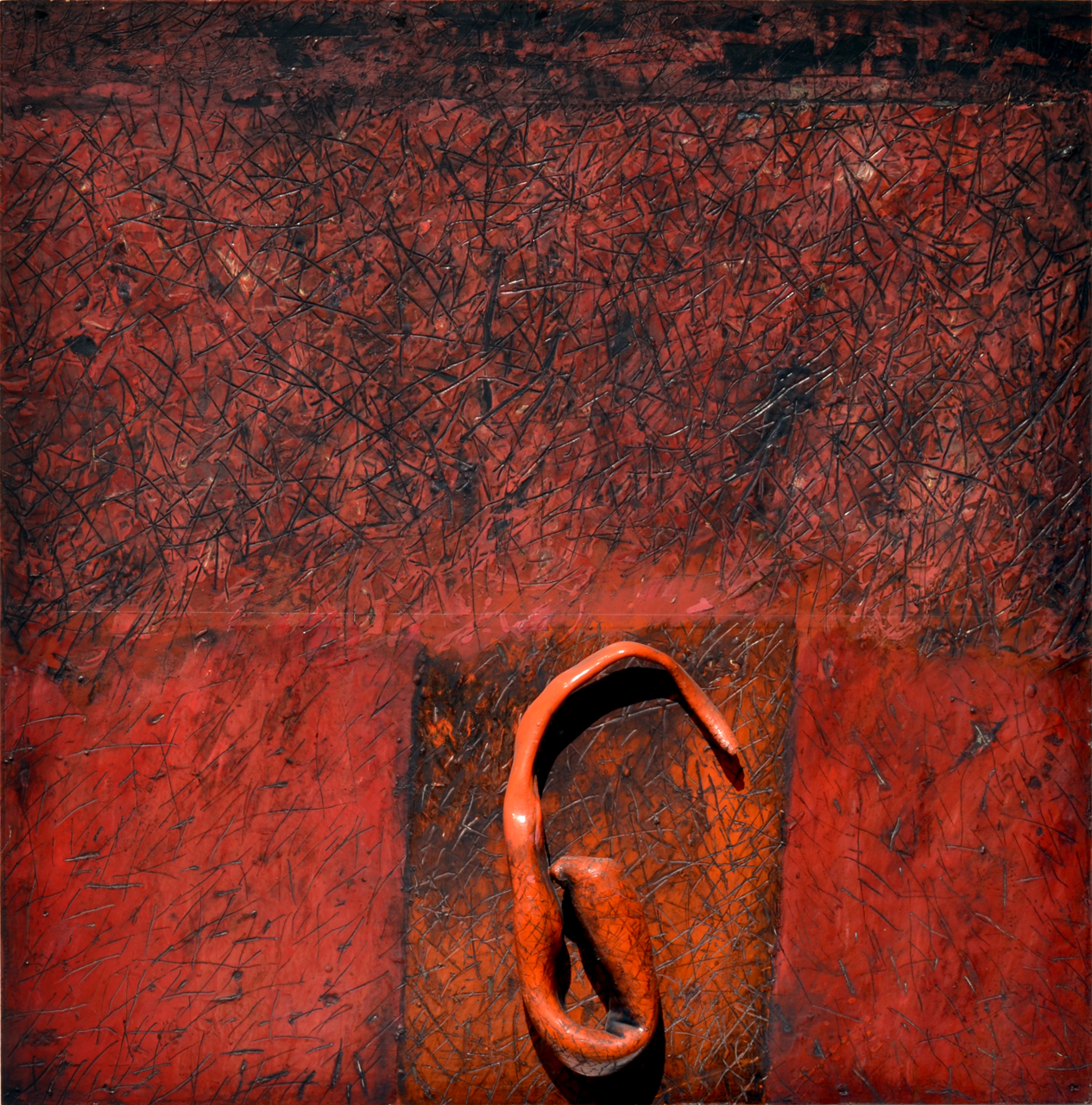
Jaroslav Vožniak, Bez názvu (1978), akryl, pryskyřice, dřevotříska 100 x 100 cm, Museum Kampa
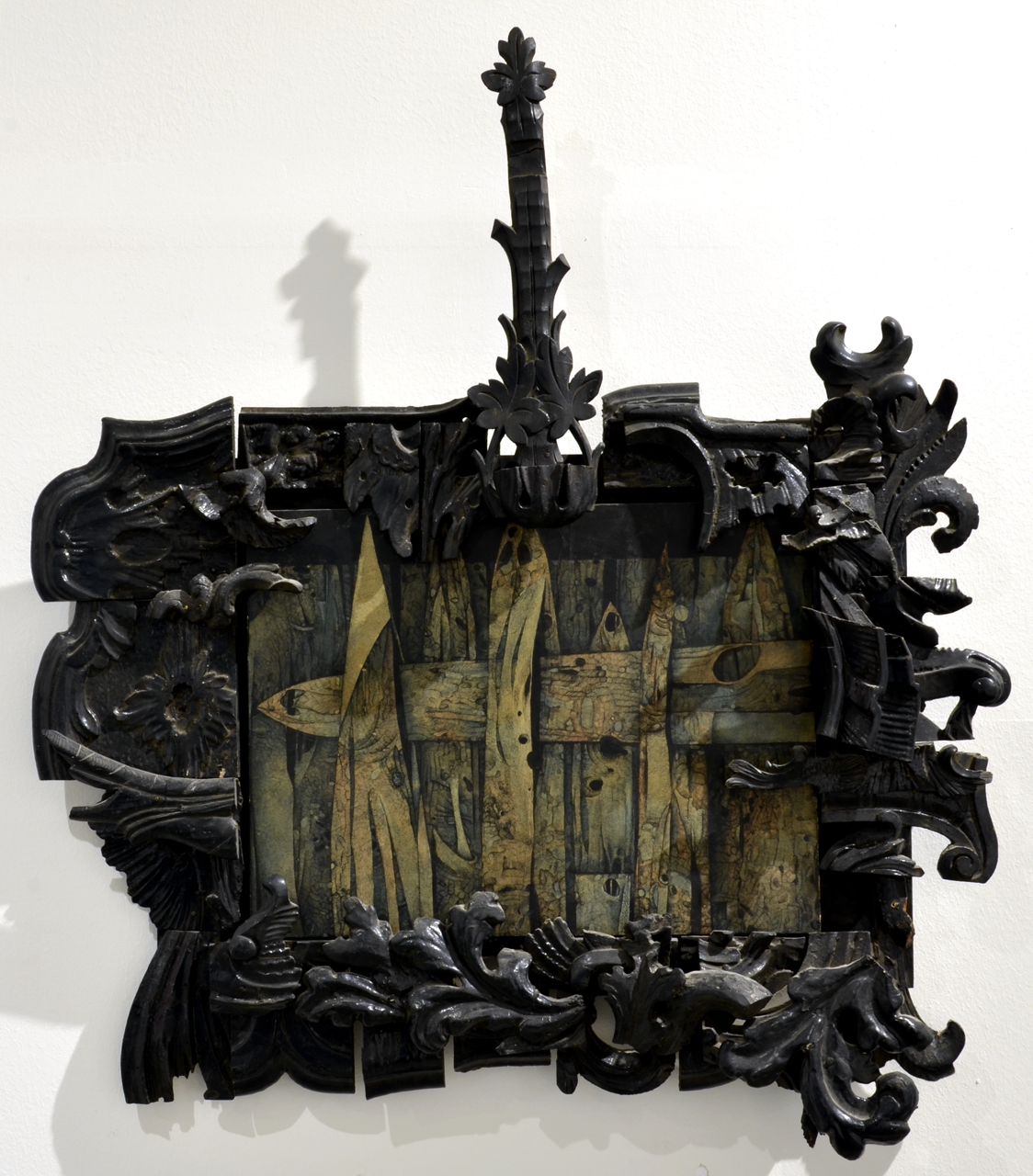
Jaroslav Vožniak, Nože (1963-1964), Museum Kampa
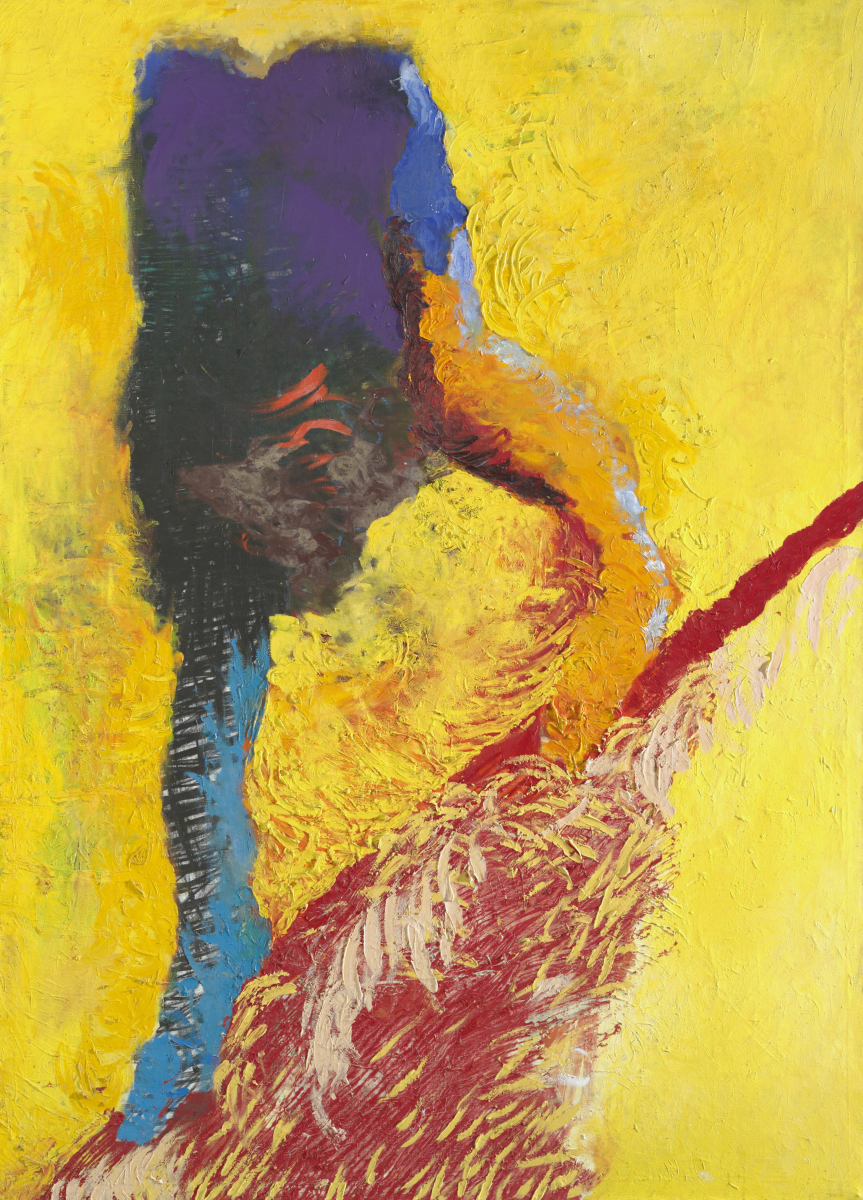
Otakar Slavík, Sehnutý provazolezec (1983-87)
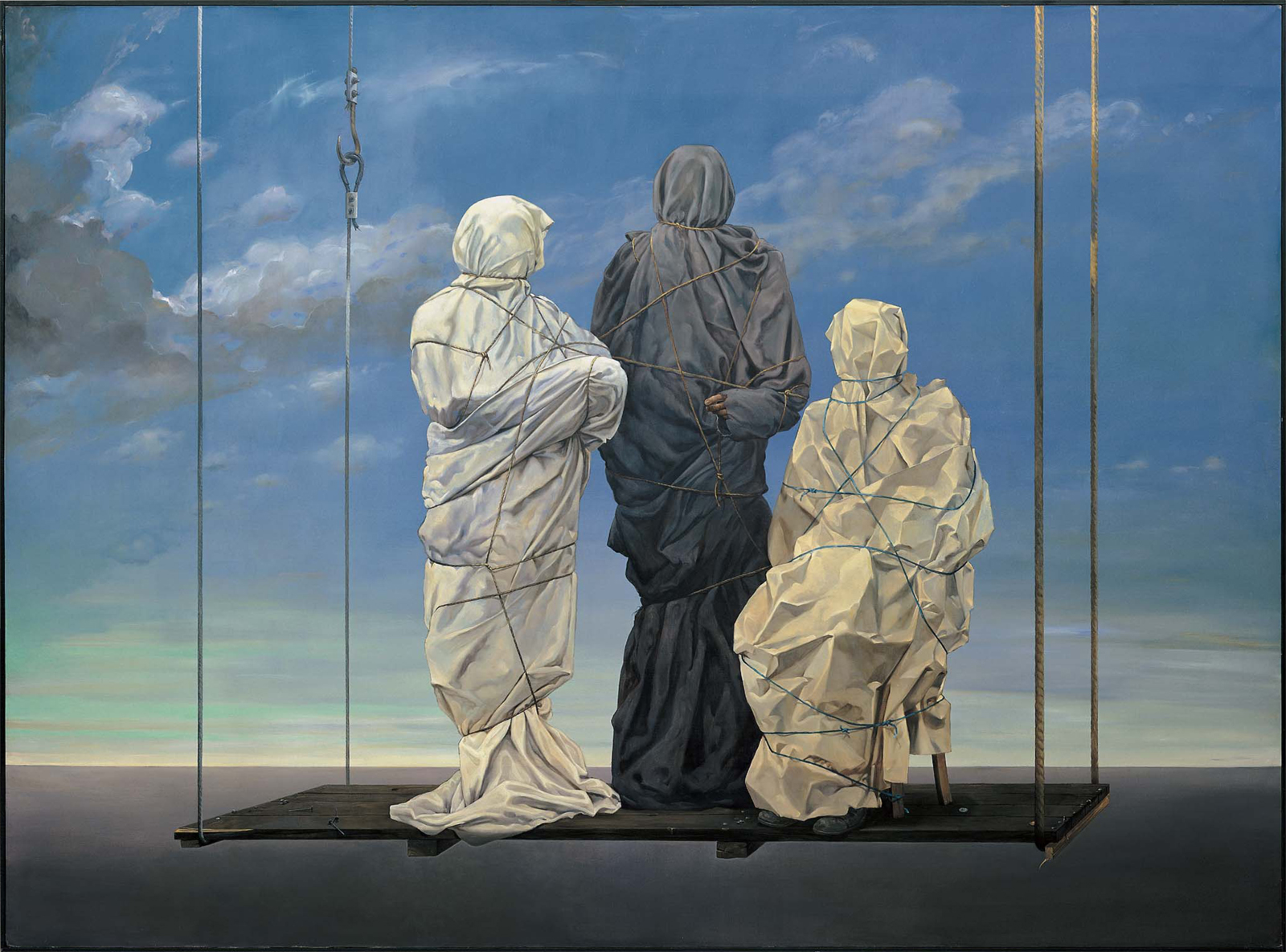
Theodor Pištěk, Rodinný portrét (1976) Museum Kampa
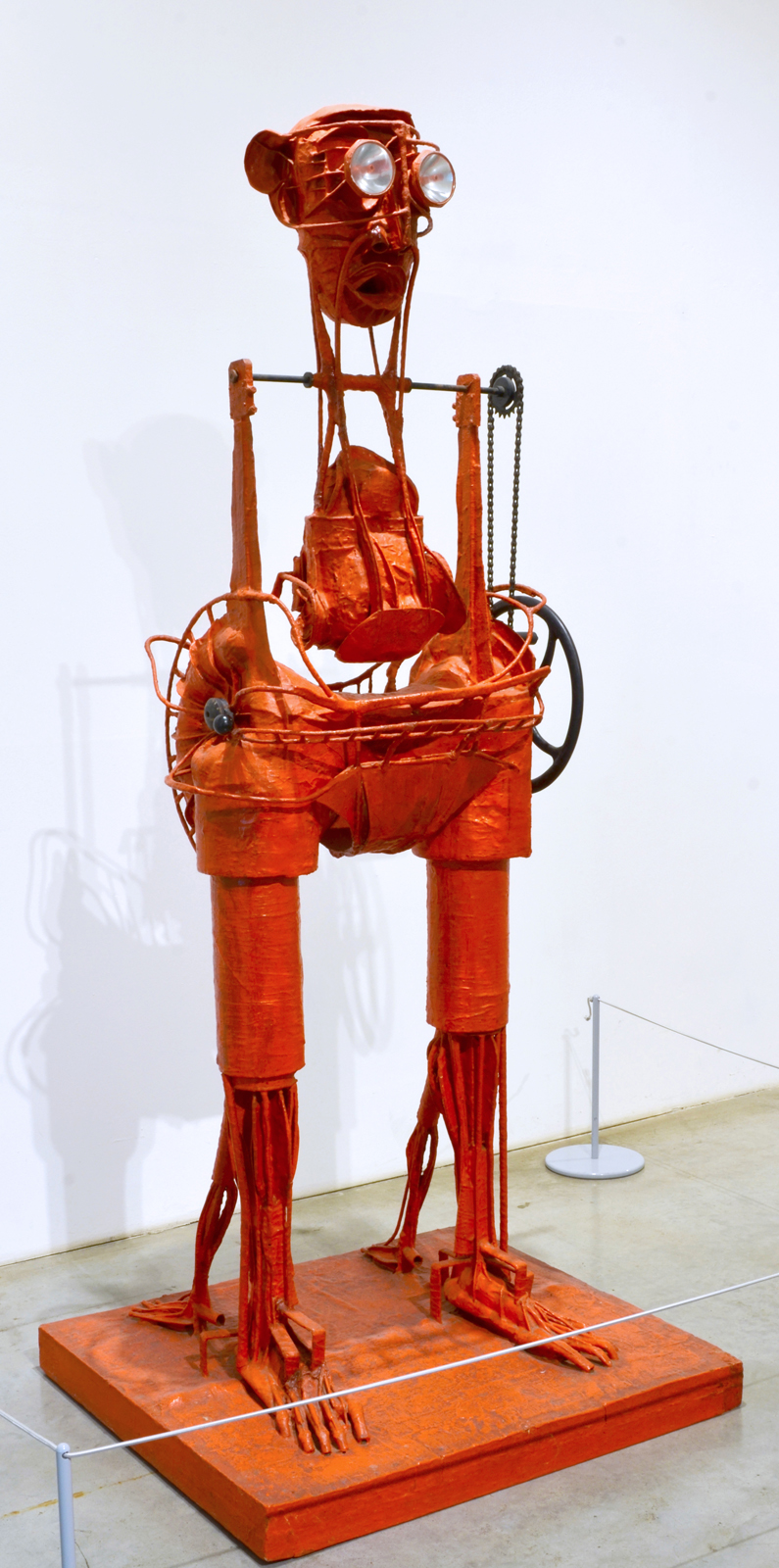
Karel Nepraš, Račte točit (1967-1968)
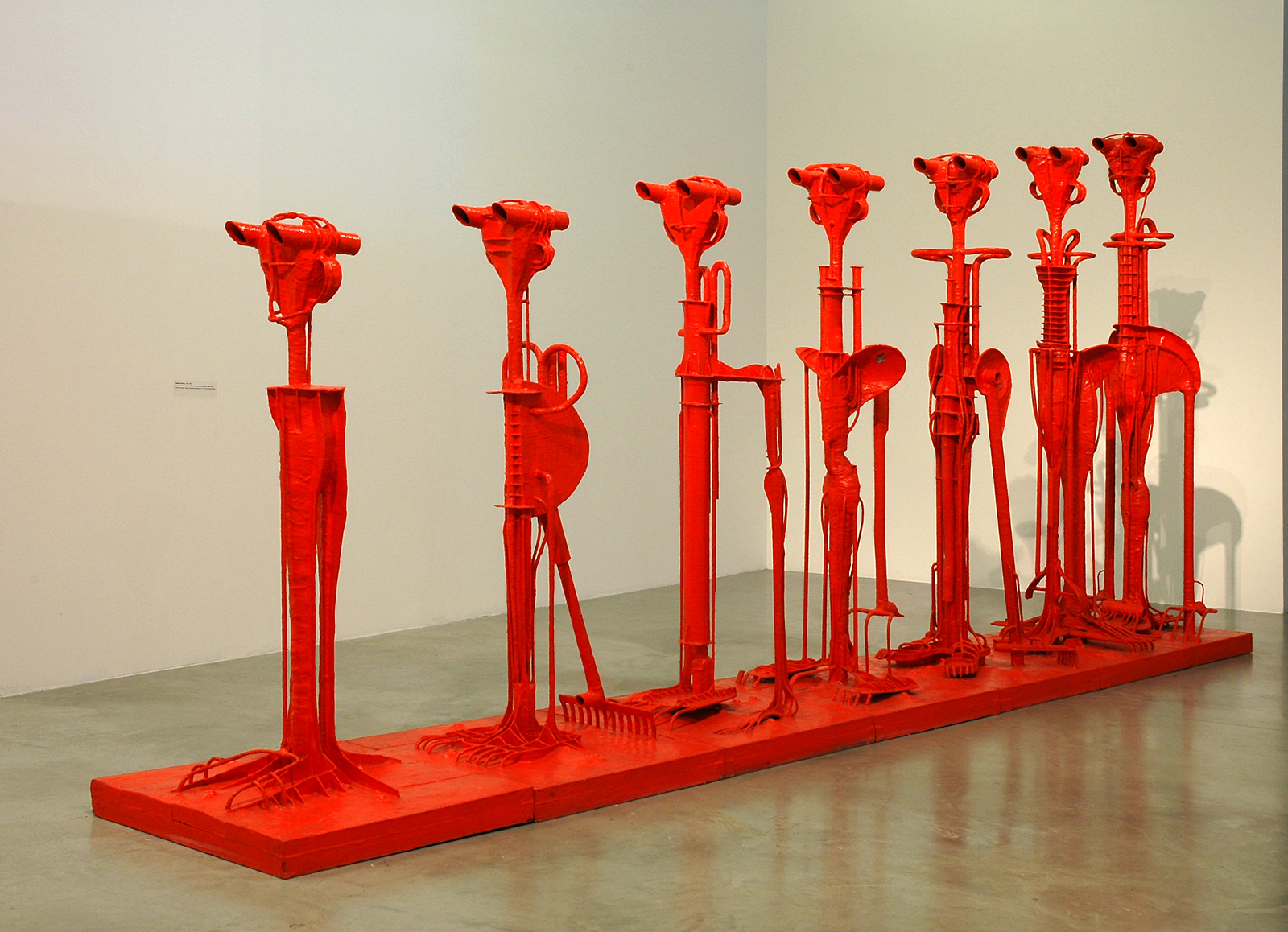
Karel Nepraš, Rodina (1967-1969)
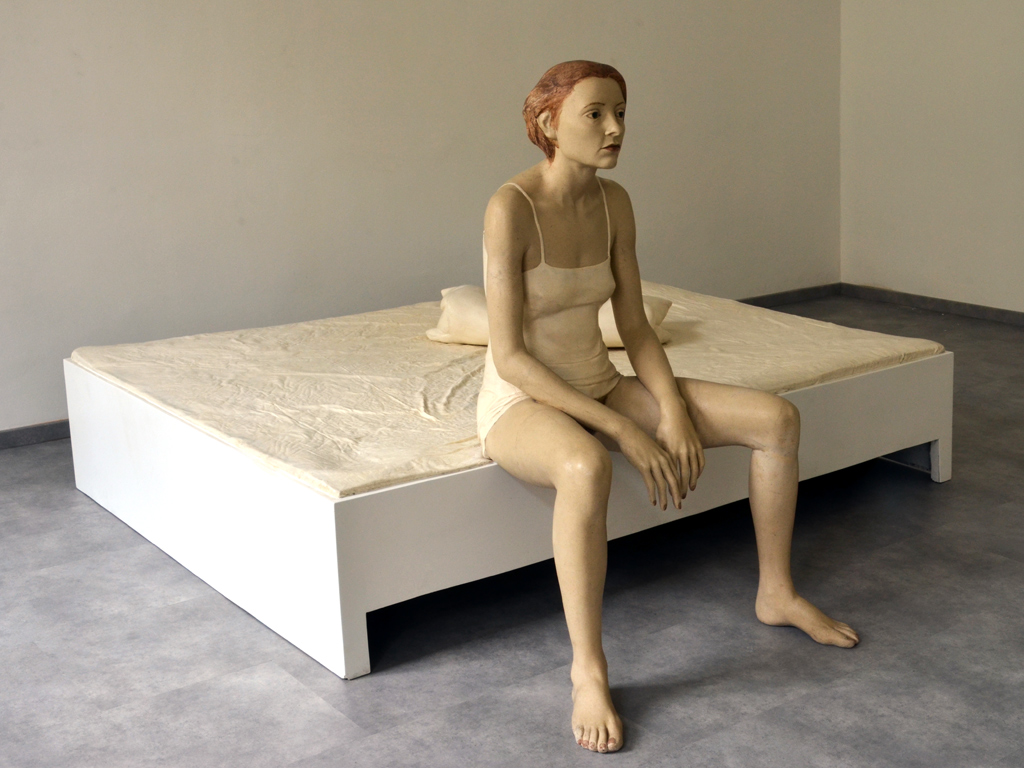
Ludmila Seefried-Matějková, Na pokraji, polychromovaný polyester, dřevo, (1976-77)
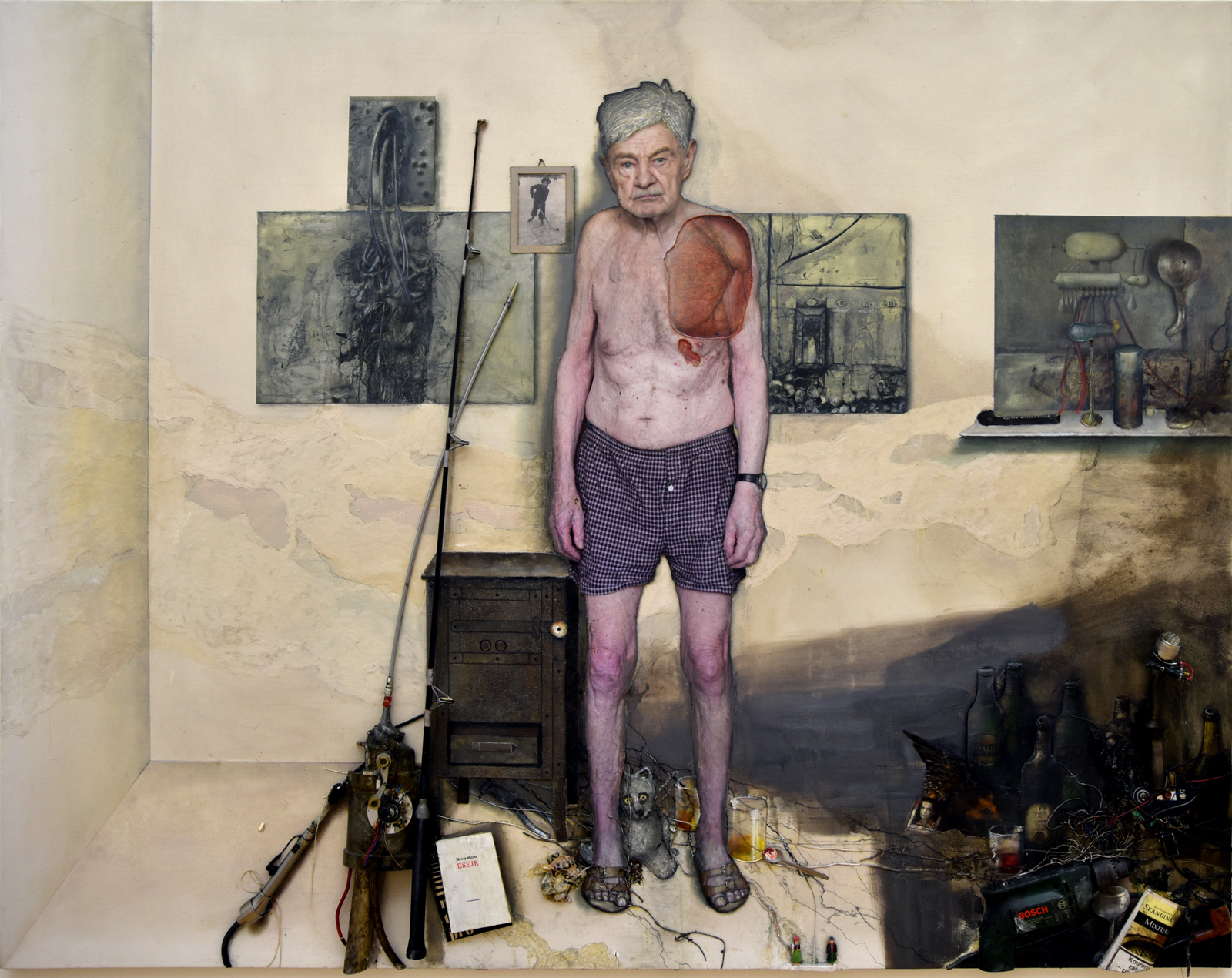
Bedřich Dlouhý, Akademický malíř B.D. vzpomíná (2019)

#### Sbírka českého skla
Meda Mládková začala sbírat české moderní sklo po návštěvě Uměleckoprůmyslového muzea roku 1967, kde ji upoutal objekt Václava Ciglera ukrytý v depozitáři. Ještě během této návštěvy Prahy navštívila Václava Ciglera v ateliéru a zakoupila jeho skleněný objekt do své sbírky. Sbírka se rychle rozrostla a byla základem výstavy Czechoslovak glass: Seven Masters v American Craft Museum v New Yorku roku 1983. Když pak rekonstruovala budovy Sovových mlýnů, požádala Václava Ciglera aby do přestavby vnesl moderní prvky. Václav Cigler navrhl skleněnou lávku mezi hlavní budovou a střechou přízemního výstavního sálu. Další skleněné prvky navrhli Marian Karel a Dana Zámečníková. 
Ve sbírce skla Musea Kampa jsou zastoupeni: Václav Cigler, Marian Karel, Stanislav Libenský a Jaroslava Brychtová, René Roubíček, Dana Zámečníková, Věra Lišková, Vladimír Kopecký

#### Sbírka středoevropského umění
Zájem Medy Mládkové o umění celého středoevropského prostoru vyprovokoval Milan Kundera. Ovlivnil ji také její manžel Jan Mládek, který jako jeden z výkonných ředitelů Mezinárodního měnového fondu zastupoval kromě Československa také Polsko a Jugoslávii. Poté, co se seznámila v exilu s Georgem Sorosem, založila ve Washingtonu a Budapešti dokumentační středisko, jehož členy se stal ředitel Guggenheimova musea Thomas M. Messer, ředitel Muzea moderního umění ve Vídni Dieter Ronte a hlavní kurátor Tate Gallery. Z tohoto souboru se poněkud vymyká dílo Emilie Benes Brzezinski, narozené v Ženevě a později usazené v USA. Meda Mládková cestovala často do Polska, Maďarska a zemí bývalé Jugoslávie a stýkala se s tamními umělci kteří nemohli svobodně vystavovat. Podařilo se jí získat díla těchto umělců: 
Polsko - Magdalena Abakanowicz, Jerzy Bereś, Wladyslaw Hasior, Józef Łukomski, Edward Dwurnik, Izabella Gustowska, Andrzej Bielawski,  Maďarsko - András Baranyay, György Jovánovics, Chorvatsko - Jagoda Buić, Stjepan Gračan, Ferdinand Kulmer, Ivan Lesiak, Branko Ružić, Djuro Seder Slovinsko - Ivan Kožarić, Černá Hora - Predrag Nešković, Srbsko - Mića Popović

#### Sbírka děl Jiřího Koláře
Museum Kampa opatruje reprezentativní soubor prací Jiřího Koláře ze všech fází jeho tvorby čítající 250 položek. Sbírka vznikala během dlouholetého přátelství Medy Mládkové s Jiřím Kolářem už od 60. let. Roku 1969 zorganizovala Meda Mládková výstavu československého umění ve Washingtonu. Díla tehdy zakoupil Jan Mládek pro svou kancelář a pro Mezinárodní měnový fond. Roku 1975 pořádalo autorskou výstavu Jiřího Koláře Solomon R. Guggenheim Museum v New Yorku. Komunistický režim tehdy povolil vývoz děl s podmínkou, že je muzeum odkoupí. Když se ukázalo, že k prodeji nedojde, odkoupila je tajně prostřednictvím švýcarského advokáta Meda Mládková pro svou sbírku. Další Kolářova díla získala výměnou za zásilky různého zboží, které mu posílala do Prahy nebo jako dary umělce. V 90. letech byla sbírka vystavena v Domě U Černé Matky Boží a jako zápůjčka na retrospektivní výstavě Jiřího Koláře v Národní galerii.

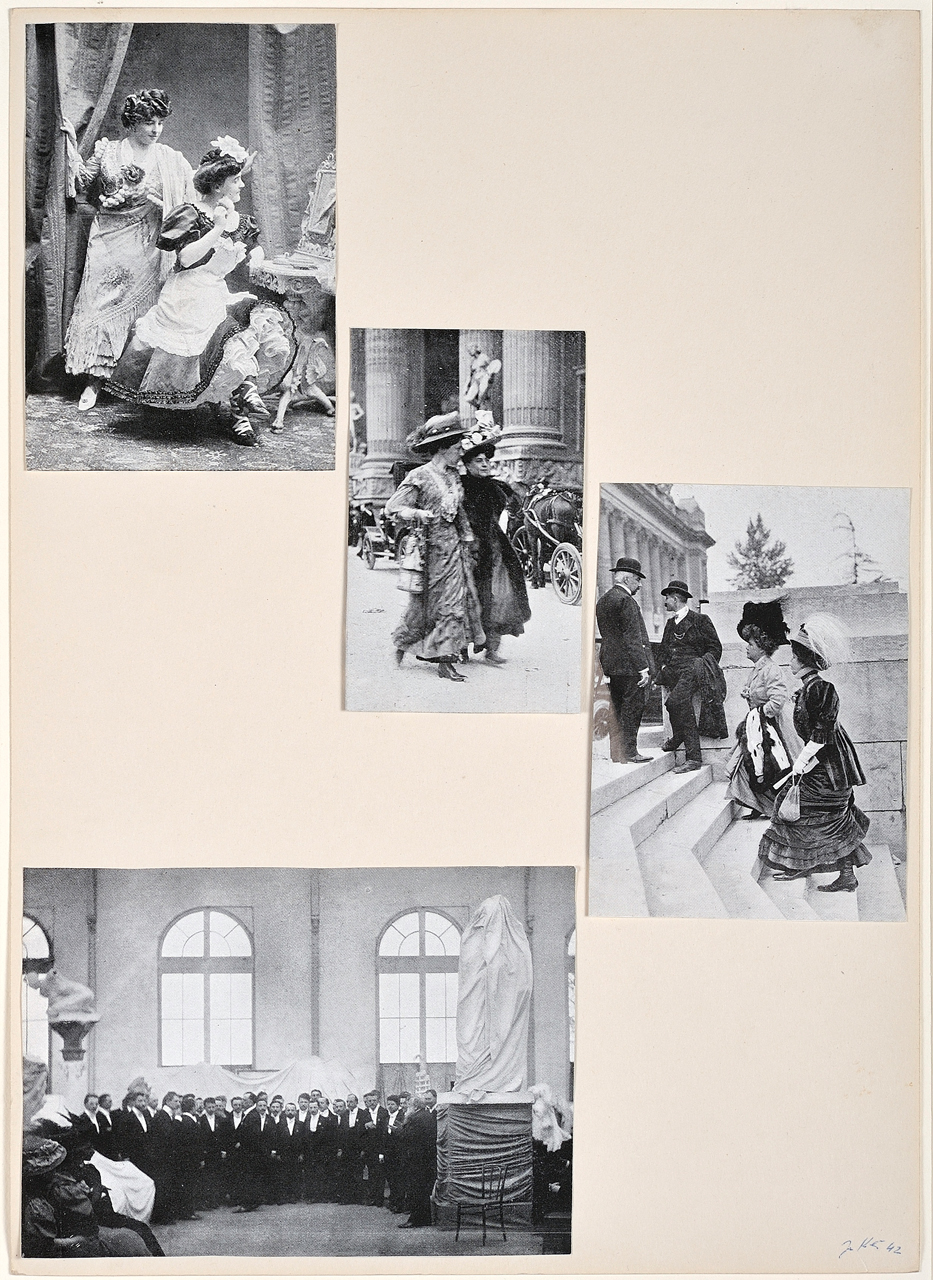
Jiří Kolář, Otevření výstavy (1942), raportáž
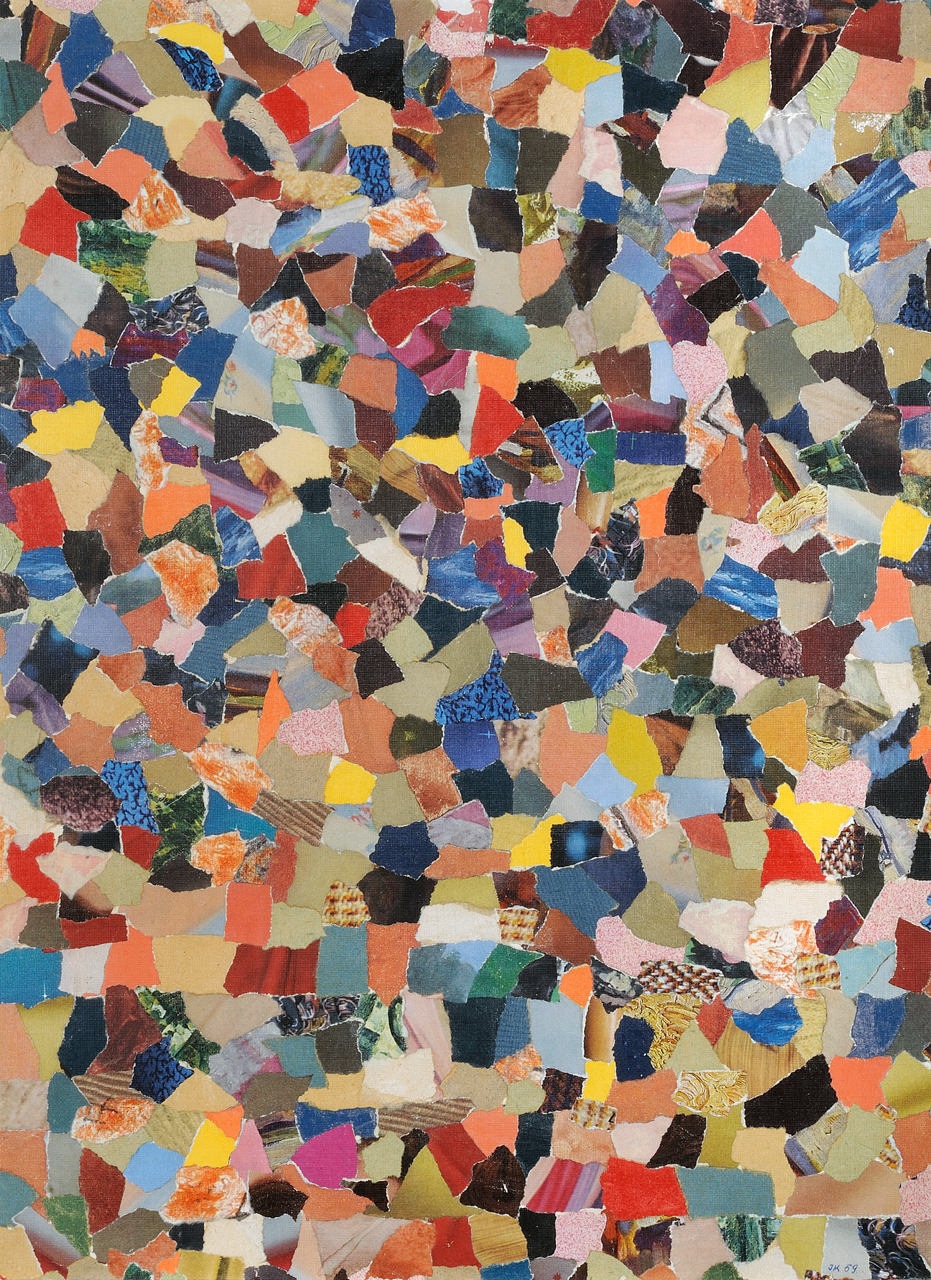
Jiří Kolář, V plném slunci (1959), koláž
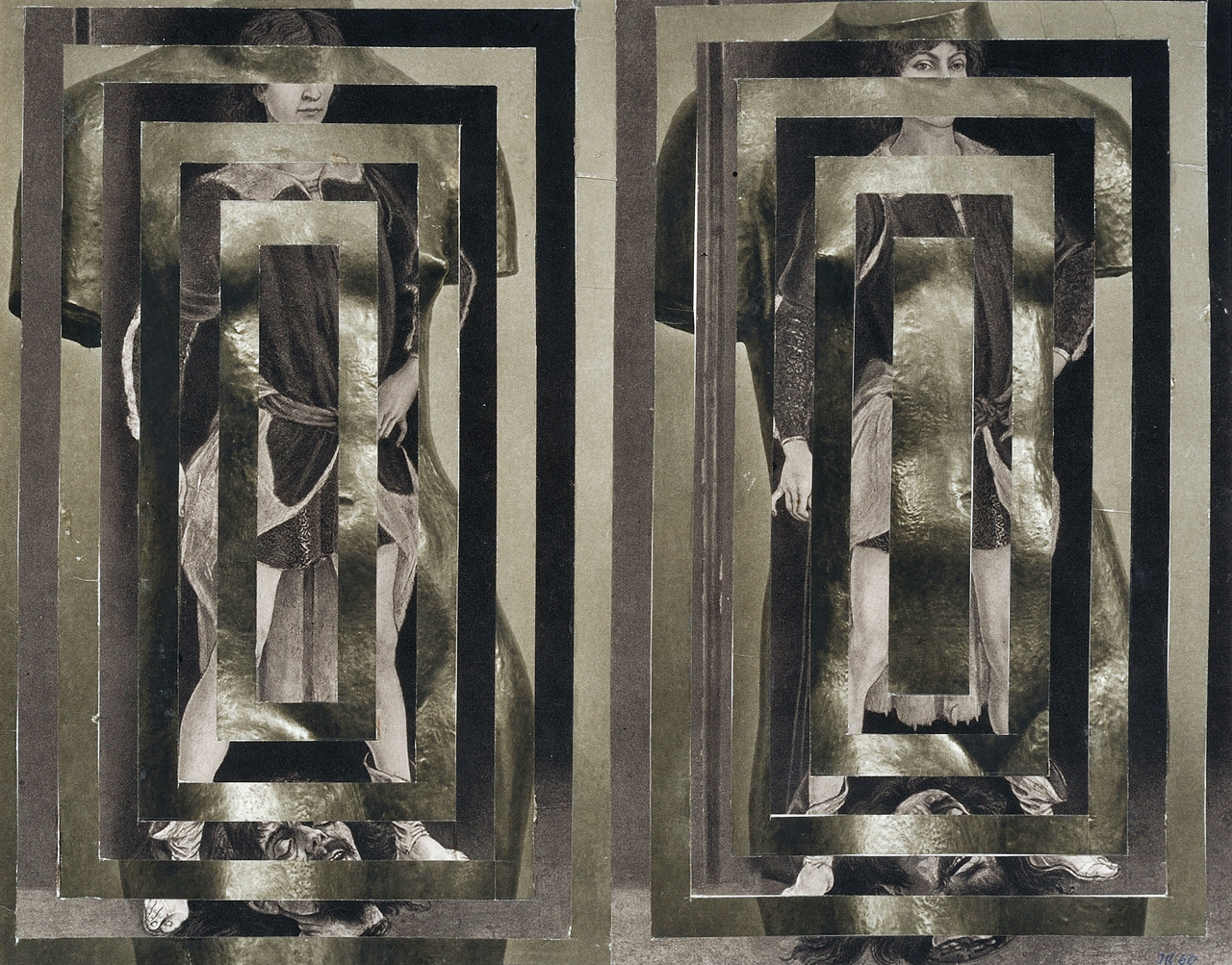
Jiří Kolář, David (1960), roláž
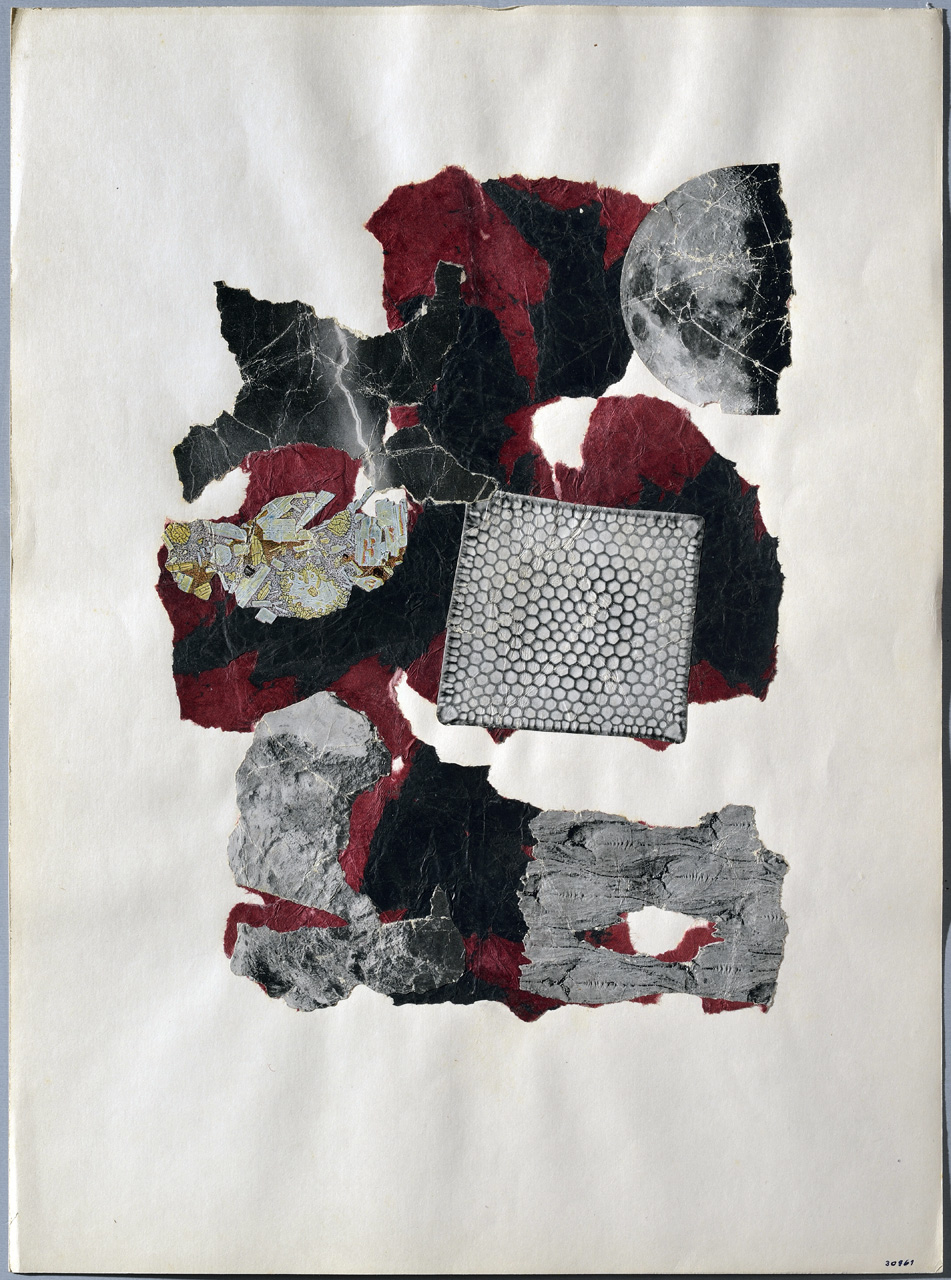
Jiří Kolář, Co si pískal blesk (30.9.1961), koláž
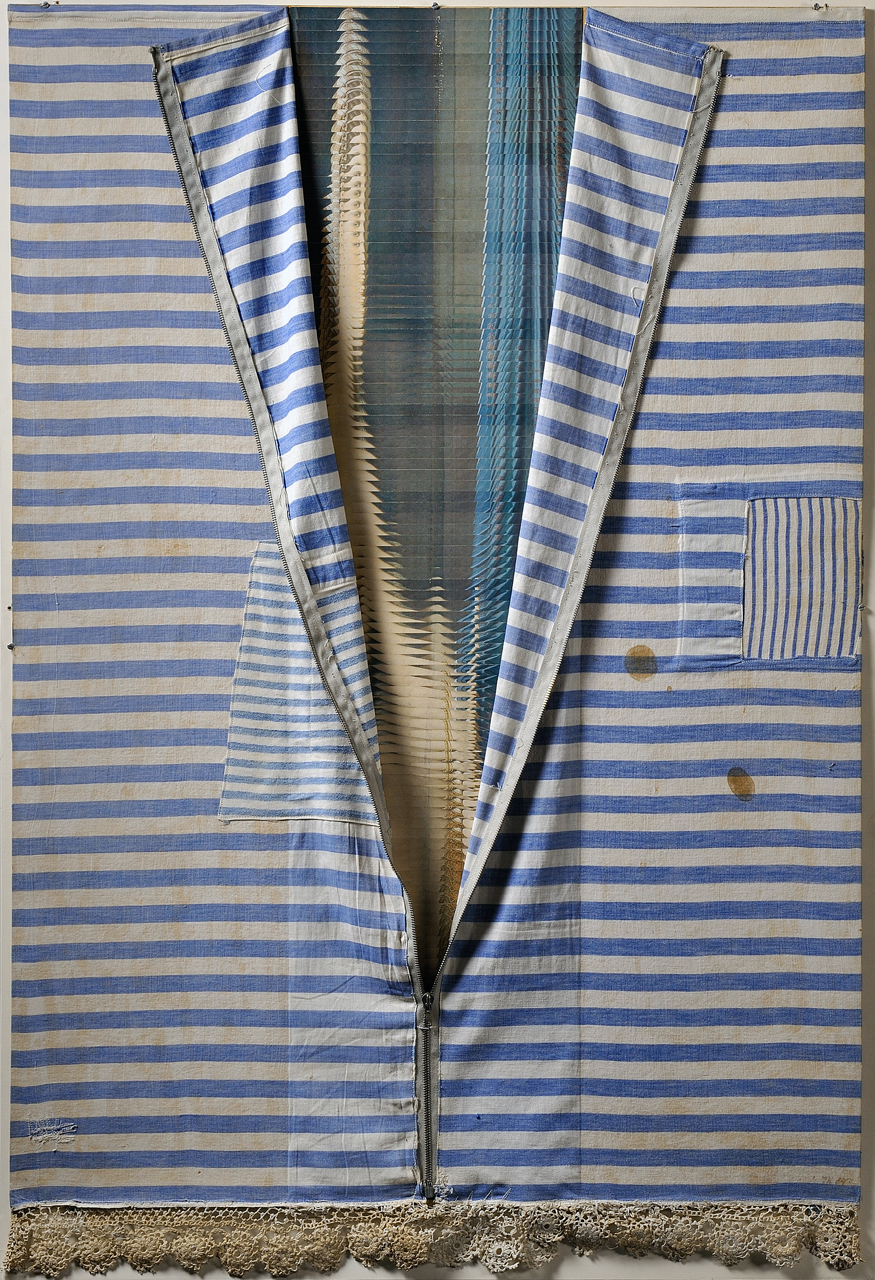
Jiří Kolář, Odaliska (1964), rozepínací koláž, roláž
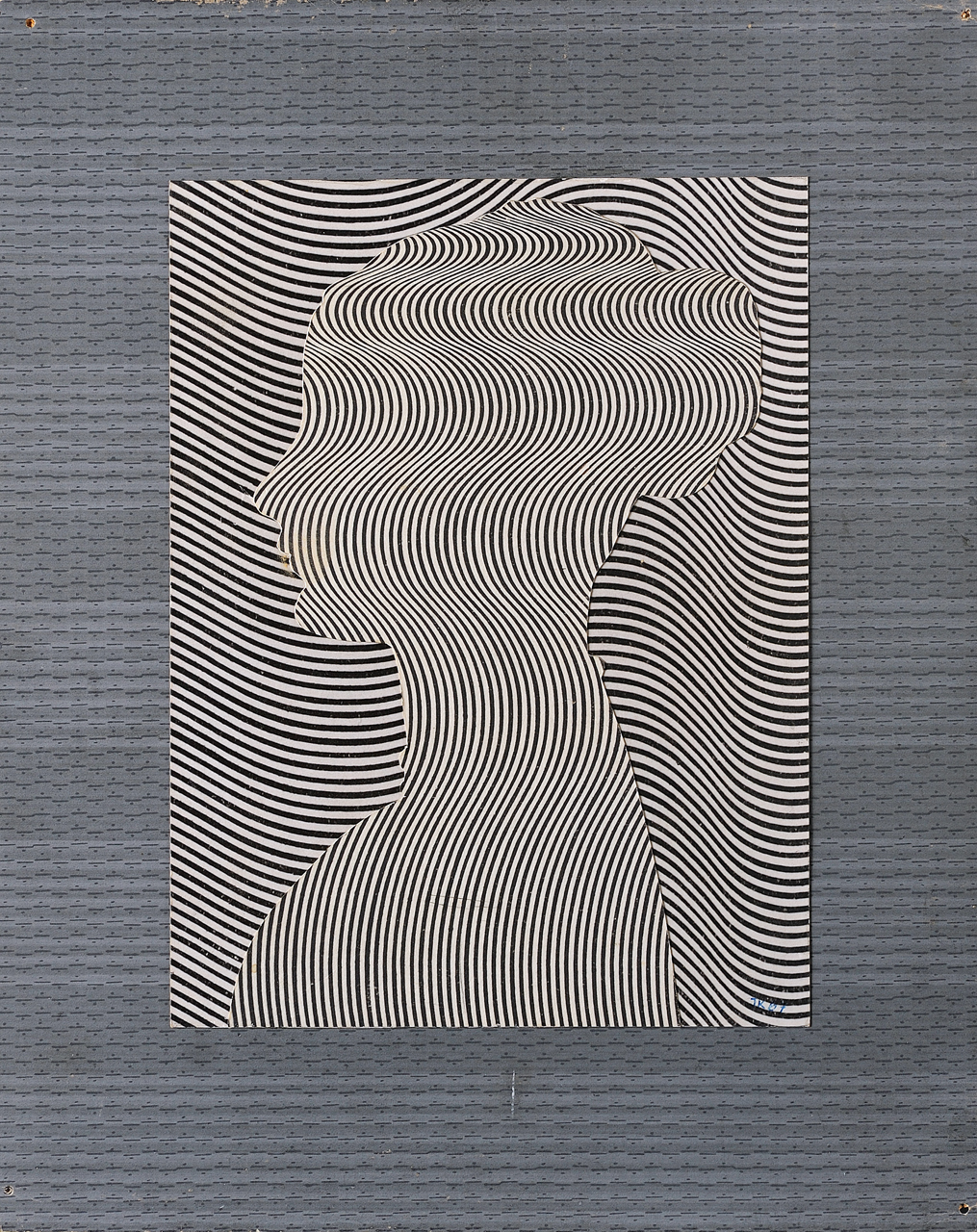
Jiří Kolář, Portrét - Bridget Riley (1967), proláž
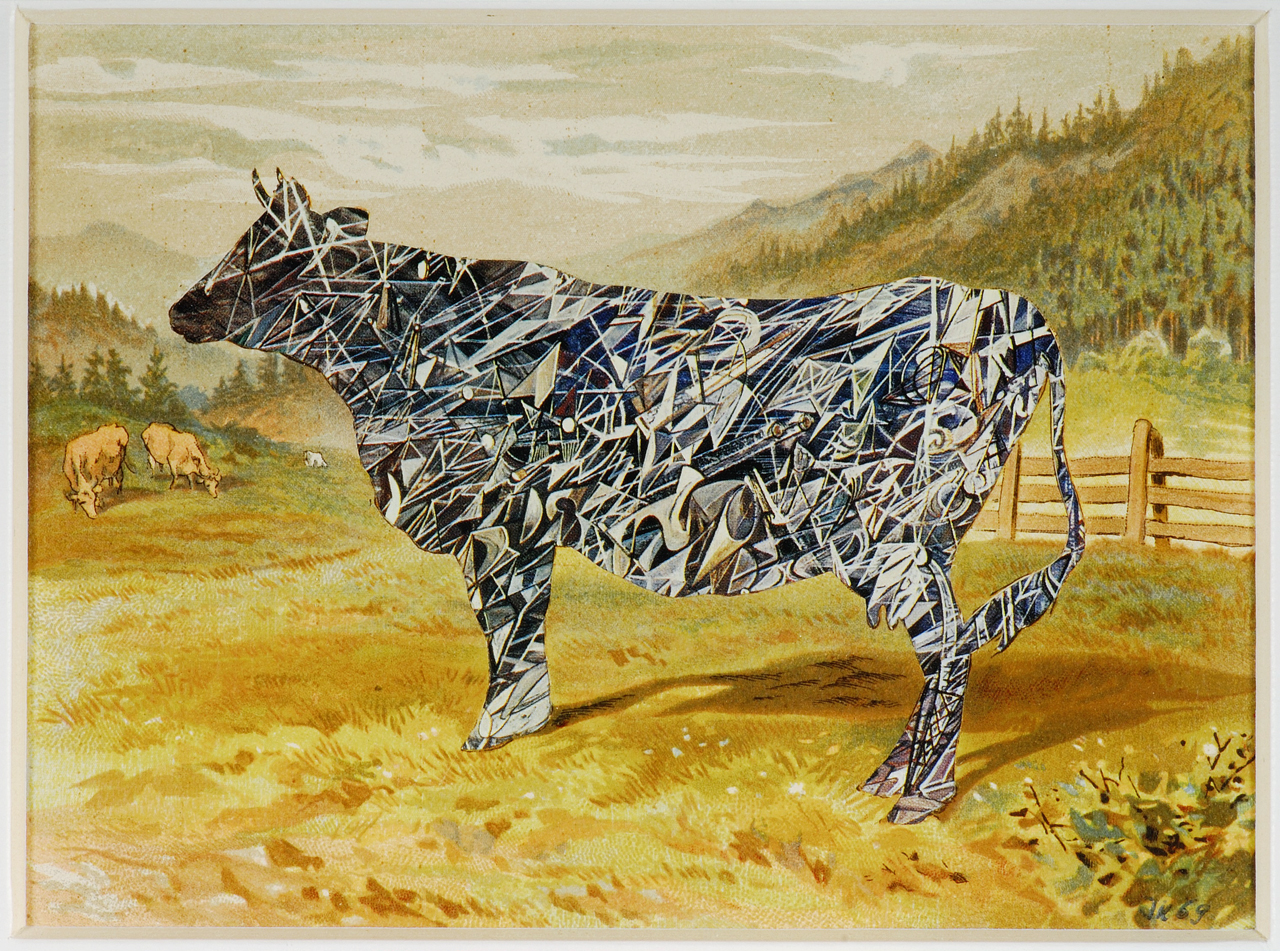
Jiří Kolář, Kráva, která snědla T (1969), interkoláž
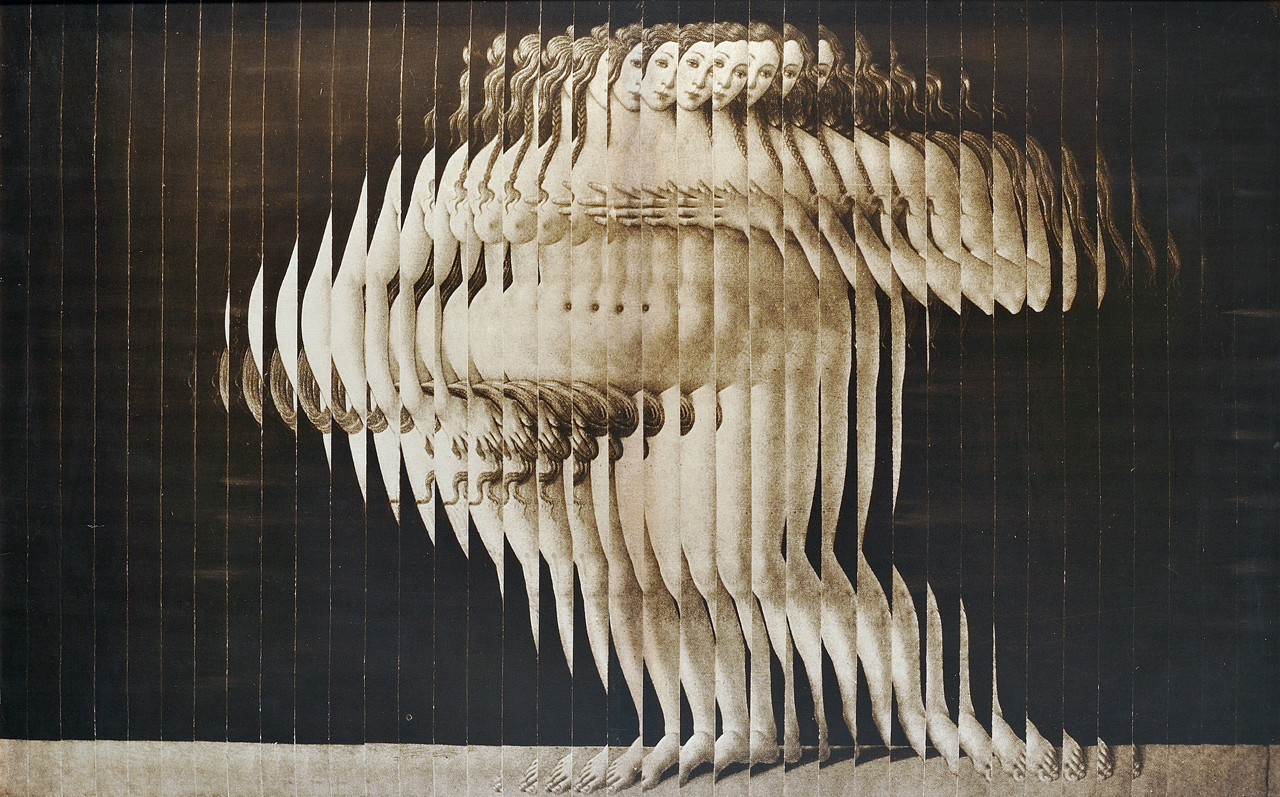
Jiří Kolář, Venuše - Botticelli (1968-1969), roláž
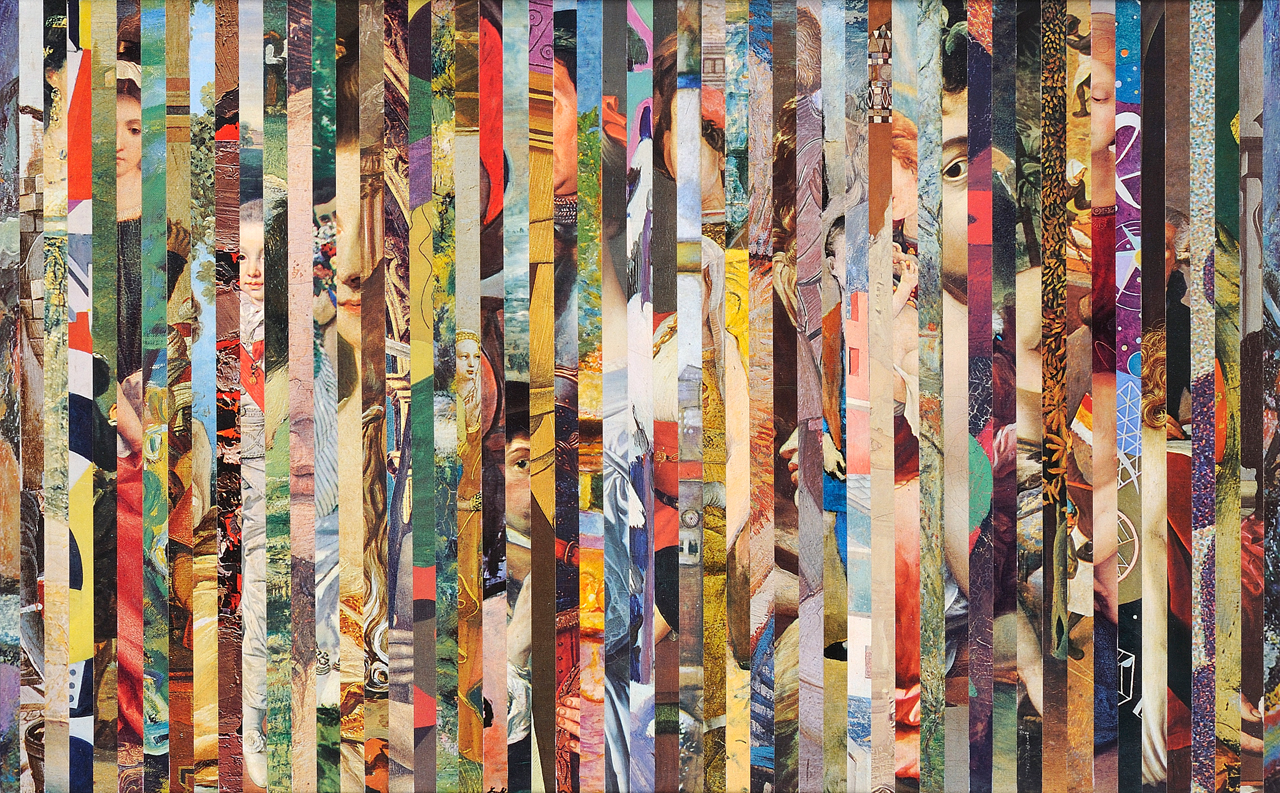
Jiří Kolář, Tvář paměti (1971), roláž
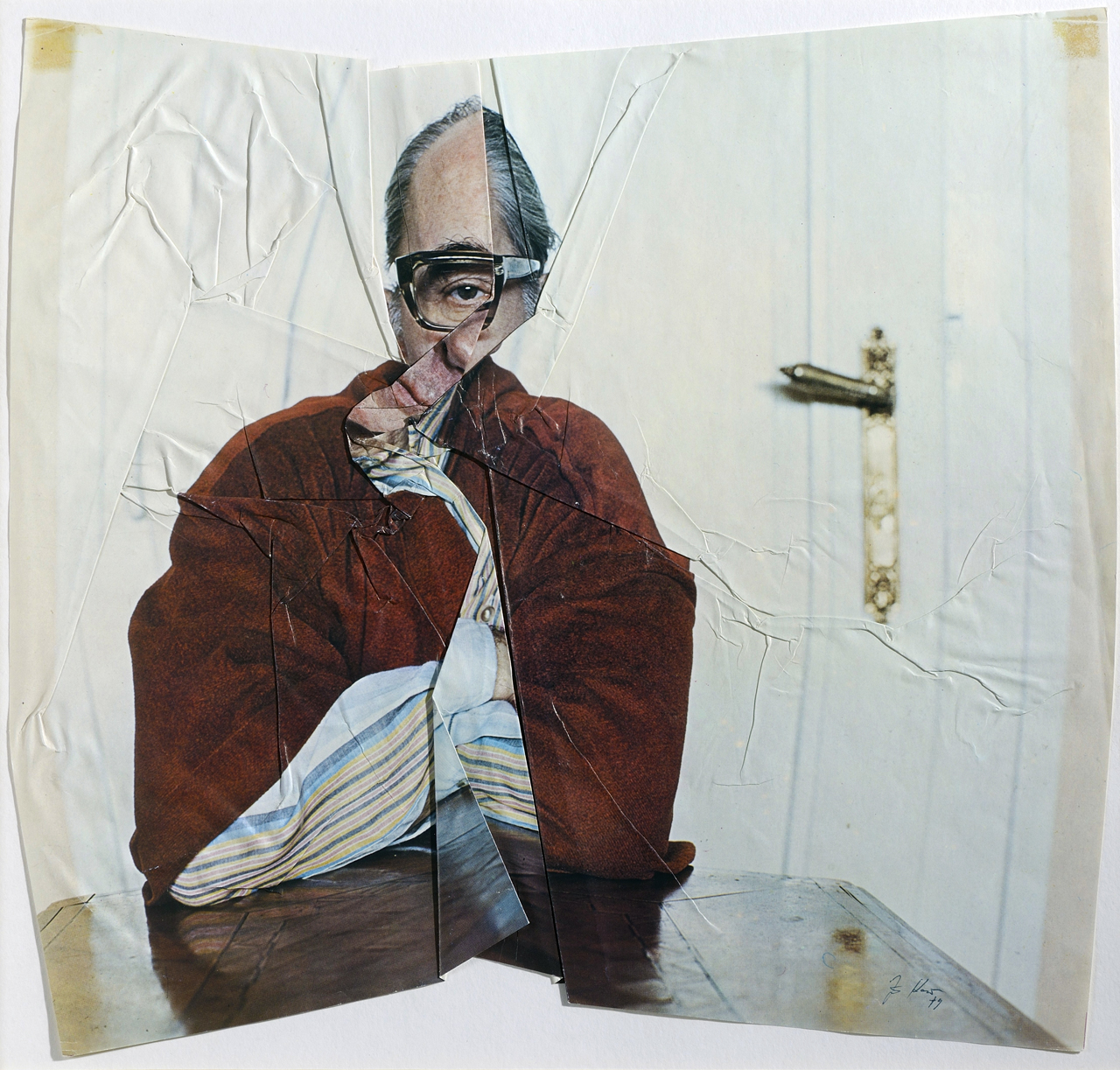
Jiří Kolář, Autoportrét (1971), muchláž

#### Sbírka Jiřího a Běly Kolářových
Jiří Kolář sbíral umění už v Praze, kde byl členem Skupiny 42. Od 40. let podporoval některé výtvarníky (Diviš, Reynek, Váchal) a v 50. letech i spisovatele (např. vydání prvotiny Bohumila Hrabala). Zakoupil díla umělců debutujících v 50. letech (Jan Koblasa, Bedřich Dlouhý, Vladimír Boudník) i celé neoficiální výstavy Konfrontace z roku 1960. Jako výtvarník byl od poloviny 60. let celosvětově známý a finančně nezávislý a budoval vlastní sbírku světového umění. Roku 1968 zřídil vlastní Cenu Jiřího Koláře, kterou sám uděloval (r. 1976 Evě Kmentové). V budování své sbírky pokračoval jako exulant v Paříži, kde žil od roku 1980. V Československu byl odsouzen za nelegální opuštění republiky ke ztrátě majetku a jeho pražská sbírka byla zabavena. Díky Jiřímu Kotalíkovi se podařilo část sbírky převést do Národní galerie a později umožnil Jiřímu Kolářovi některá díla odkoupit. Jiří Kolář po návratu do Prahy konfiskaci svého díla velkoryse legalizoval darovací smlouvou a proměnil ji v mecenášský dar. Krátce před svou smrtí roku 2002 věnoval velkou část své sbírky Museu Kampa.
Významná díla sbírky Jiřího Koláře: grafické listy P. Brueghela, L. Cranacha, A. Dürera, V. Hollara, H. Daumiera, díla klasiků českého moderního umění, k nimž patří Josef Václav Myslbek, Luděk Marold, Josef Mařatka nebo Alfons Mucha, obrazy předválečných tvůrců F. Kupky, F. Foltýna, koláže V. Preissiga, kresby a grafiky J. Čapka, díla B. Kubišty, F. Tichého, V. Tikala, V. Špály, A. Wachsmanna, Toyen, J. Šímy, J. Štursy nebo členů Skupiny 42 založené za války (J. Kotík, F. Gross, F. Hudeček, K. Lhoták, B. Matal, J. Smetana, M. Hák). Z poválečného umění jsou ve sbírce zastoupeni: L. Novák, V. Burda, M. Dobeš, Č. Kafka, M. Grygar, J. Hampl, J. Hilmar, J. Koblasa, A. Málek, J. Valenta, J. Vožniak, K. Malich, V. Mirvald, F. Dvořák,  P. Mautnerová, R. Piesen, S. Podhrázský, L. Fára, M. Medek, z pozdější generace O. Hanel, R. Wittmannn, M. Moucha, V. Škoda, ad. a rovněž konceptualisté M. Knížák, J. Mlčoch a K. Miller. Ze zahraničních umělců je zastoupen F. Morellet, G. Maciunas nebo H. Hartung. Je zde zastoupena také Běla Kolářová. Sbírka byla vystavena roku 2001 v Národní galerii a vyšel k ní obsažný katalog. Později byl výběr děl představen v Českém centru v Paříži.

#### Sbírka pro Jindřicha Chalupeckého
Sbírku iniciovala při své návštěvě Prahy na podzim roku 1989 Meda Mládková. Jindřich Chalupecký byl v té době těžce nemocný, odkázaný na hemodialýzu a nutně potřeboval umělou ledvinu. Meda Mládková se rozhodla získat díla umělců, které Chalupecký nezištně podporoval během normalizace a prostřednictvím Jiřího Koláře je prodat na aukci v Paříži. Patronát převzal český výbor PEN klubu v zahraničí a finanční pomoc nabídli někteří Češi žijící v exilu. Meda Mládková požádala umělce, zda by mohla díla sama vybrat a vyjednala tajně s Jiřím Kotalíkem jejich uložení v depozitáři Národní galerie. Přístroj nakonec po jednání Františka Janoucha se švédskou firmou Gambro zakoupila Nadace Charty 77. Meda Mládková se poté zavázala, že veškerá díla zůstanou v Praze a stanou se součástí České nadace umění střední a východní Evropy, kterou za tím účelem založila. Mezitím padl komunistický režim, některá díla byla vyměněna a sbírka byla obohacena o velké formáty. Z darů byla uspořádána výstava Pocta Jindřichu Chalupeckému (16. – 28. ledna 1990) v Městské knihovně v Praze. Po skončení výstavy bylya sbírka zapůjčena prezidentu Havlovi k výzdobě Pražského hradu. 
V roce 1990 byla z iniciativy Jiřího Koláře, Václava Havla a Theodora Pištěka založena Cena Jindřicha Chalupeckého na paměť významného teoretika, který v červnu 1990 zemřel. Mezi lety 1990–2023 byla Cena Jindřicha Chalupeckého určena umělcům a umělkyním, kteří nepřesáhli věk 35 let. Prvním oceněným byl roku 1990 Vladimír Kokolia.
Roku 1994 se usnesl poradní sbor ve složení Karel Schwarzenberg, František Janouch, Jiří Šetlík a Meda Mládková, že sbírka pro Jindřicha Chalupeckého se stane součástí umělecké kolekce Musea Kampa, kde doplní soubor českého umění, který v průběhu let nakoupila Meda Mládková, mj. též na doporučení Jindřicha Chalupeckého.
Ve sbírce jsou zastoupeni nově např. M. Balcar, Z. Beran, V. Bláha, O. Čechová, S. Diviš, D. Fischer, J. Jíra, I. Kafka, O. Karlíková, J. Kovanda, K. Kovařík, P. Nešleha, V. Novák, P. Oriešková, Z. Palcr, K. Pauzer, J. Pištěk, V. Pivovarov, M. Ressel, M. Rittstein, F. Ronovský, T. Rossi, V. Sedláková, J. Severová, J. Smetana, L. Sorokáč, O. Tichý, L. Vilhelmová, P. Župník.

#### Sbírka Grit Wendelberger
Grit Wendelberger je historička umění a umělkyně, která studovala dějiny umění na Masarykově univerzitě v Brně a působila v Drážďanské pobočce berlínské galerie Bassenge. V 80. letech navštěvovala české umělce a sbírala kresby a grafiky V. Boštíka, J. Hůly, A. Lamra, D. Chatrného, J.H. Kocmana, V. Sedlákové, J. Steklíka nebo umělecké tisky vydané jako plakáty Galerie H. Roku 2007 odkoupila sbírku Meda Mládková, která tak získala zejména velký soubor leptů a pastelů Václava Boštíka.

### Dar hlavnímu městu Praha
Hlavní město Praha získalo za rekonstrukci budovy a její bezplatný pronájem celkem 215 obrazů a kreseb Františka Kupky, 240 koláží a objektů Jiřího Koláře a 279 uměleckých artefaktů českých a slovenských autorů z let 1965–1985. Celková tehdejší hodnota daru byla 600 milionů Kč.

## Nadace Jana a Medy Mládkových

### Zakladatel
- Meda Mládková

### Ředitel
- Mgr. Jan Smetana

### Činnost Nadace
Nadace spravuje dvě budovy
- Museum Kampa s galerií moderního umění v budově Sovových mlýnů
- Werichova vila se stálou expozicí o herci Janu Werichovi
- Nadační rejstřík: Museum Kampa - Nadace Jana a Medy Mládkových